# Canal de Orleans
El canal de Orleans es una antigua vía fluvial situada en el departamento francés de Loiret. Con una longitud de 78,65 km, este canal conecta el río Loira con el canal du Loing y el canal de Briare. De este modo, asegura la continuidad por vía fluvial entre Orleans y París al norte y Briare y los canales del Centro al sur.
Una primera sección fue realizada por Robert Mahieu entre Vieilles-Maisons-sur-Joudry y la aldea de Buges —en la comuna de Corquilleroy— entre 1676 y 1678 y se abrió para el transporte de madera y carbón. La construcción del canal del Loira se llevó a cabo entre 1681 y 1687 y se inauguró en 1692. De 1692 a 1793 el canal estaba en pleno apogeo. De 1500 a 2000 embarcaciones remontaban por el Loira desde Nantes a París cada año. En 1793 el canal se convirtió en un bien nacional.
De 1908 a 1921, cuando el tráfico de mercancías por vía navegable estaba en plena decadencia, se emprendieron las obras de ampliación del canal entre Combleux y Orleans. Con la desaparición completa del tráfico, en 1954 el canal fue desmantelado de las vías fluviales y pasó al dominio privado del Estado.
En 1984 se dio un mandato de gestión al Consejo General del Loira hasta el año 2035. Tras un estudio estratégico realizado en 2004, el Consejo emprendió un importante programa de rehabilitación con el objetivo de reabrir el canal al turismo fluvial en 2020: navegación de ocio y desarrollo de los alrededores para pasear a pie y en bicicleta, incluida la construcción de una ruta ciclista.

## Presentación

### Localización y perfil del canal
El canal de Orleans está situado en la región de Centro-Valle de Loira, enteramente en el departamento de Loiret. Se extiende a lo largo de 78,65 km entre Orleans, donde desemboca en el Loira, y Châlette-sur-Loing, lugar donde se une al canal du Loing y al canal de Briare al nivel de la bahía de Buges. Su parte occidental está situada en la zona urbana de Orleans y la región natural de Francia del Valle del Loira, su parte media en el bosque de Orléans y su parte oriental en la región natural de Gâtinais y la zona urbana de Montargis.
El canal de Orleans es un canal con una sección de 31,81 km de longitud del lado del Loira, dividido en una sección de 5,13 km de Orleans a Combleux, la apertura histórica del Loira, y una sección de 26,680 km de Combleux a Combreux, y otra del lado del Sena con una longitud de 27,910 km. El bief de partage(alcance o nivel), situado entre las dos secciones, es la sección más alta y tiene 18,93 km.
Únicamente una sección es navegable en 2010. Se encuentra entre Fay-aux-Loges y Combleux.
El gráfico siguiente muestra el perfil del canal de Orleans desde Orleans, con una línea de costa en el Loira a la derecha de la desembocadura del Combleux de aproximadamente 95 m, hasta la desembocadura en Buges, cruza con el canal du Loing, situado a una elevación de la línea de costa de 83 m. El alcance es el punto más alto del canal (124 m) con una diferencia de nivel de 95 m del lado del Loira y 41 m del lado del Sena.
El alcance más largo es el de la cuenca, con 18,93 km, mientras que el más corto es el alcance de Milieu de Grignon con 100 m entre la esclusa del divisor aguas arriba y la esclusa de Gué des Cens aguas abajo.

### Trazado

Perfil de la ruta del canal de Orleans. Diagrama que muestra el perfil del canal, subiendo por niveles en la parte delantera del Loira a la izquierda (cota: 90) hasta la desembocadura en el km 28 (cota: 123,12) y descendiendo por mesetas hasta el canal du Loing (cota: 81,78)

Hasta principios del siglo XX, la desembocadura del canal de Orleáns en el Loira no se encontraba en la comuna de Orleans, sino en la comuna de Combleux, en un lugar llamado La Patache, a unos diez kilómetros al este de Orleans, como no dejaron de señalar los enciclopedistas del siglo XIX.
Después de Orleans, Saint-Jean-de-Braye y Combleux, el canal cruza Chécy y cambia de dirección para entrar en el bosque. En la comuna de Mardié, cerca del antiguo puerto de Pont-aux-Moines, está atravesado por la actual carretera departamental 960 que une Orleans con Châteauneuf-sur-Loire. Luego pasa a Donnery y luego a Fay-aux-Loges, y en este último alcance, utilizó durante mucho tiempo el mismo curso del pequeño afluente Cens. Desde la esclusa de Fay-aux-Loges, el canal atraviesa luego, después de la esclusa de Jonchère, regiones menos fértiles, de aspecto más desolado, donde las viviendas son más escasas. Después de Vitry-aux-Loges, se llega finalmente al estanque del valle para alcanzar el umbral montañoso que constituye la línea divisoria de aguas del Sena y del Loira; se abandona la vertiente del Loira y el canal, en Combreux, para entrar en su área de distribución. Esto se desarrolla en las comunas de Sury-aux-Bois y Châtenoy. Varios estanques y depósitos lo alimentan, en particular el del Noue Mazone, donde termina la cuenca. El canal entra entonces en la cuenca del Sena: después de los estanques de Gué des Cens y Grignon, encontramos el antiguo canal Robert Mahieu: el ángulo recto que forma el trazado en Vieilles-Maisons-sur-Joudry se explica muy bien por esta conexión. Las dificultades encontradas por los barqueros en este cruce, hizo que más tarde, los ingenieros modificaran los accesos para hacerlo más conveniente. El canal se desarrolló luego hasta Buges, a través de los municipios de Coudroy, Noyers, Chailly-en-Gâtinais, Presnoy, Chevillon-sur-Huillard, Saint-Maurice-sur-Fessard, Pannes, Corquilleroy y finalmente Châlette-sur-Loing.

### Estado
Después de haber sido propiedad de varios duques de Orleans, desde Felipe I hasta Luis Felipe II, la propiedad del canal fue adquirida por la Primera República Francesa en abril de 1793, poco antes de la ejecución por la guillotina del último duque. Sin embargo, arrendado a la Compañía Bellesme, se encontraba mal mantenido y fue vendido a una compañía privada, la Compagnie des canaux d’Orléans et du Loing por la ley del 23 de diciembre de 1809. El Estado compró finalmente la finca de nuevo a esta empresa por la ley del 1 de agosto de 1860 y confió su gestión a la administración de puentes y carreteras.
El canal fue finalmente desmantelado por decisión del 12 de noviembre de 1954, y asignado al Ministerio de Agricultura.3 La parte desmantelada del canal de Orleans entre las esclusas de Folie y Combleux fue arrendada al Syndicat mixte de gestion du canal d'Orléans y sus anexos por un contrato de arrendamiento de 22 de noviembre de 1978 y por un período de 18 años consecutivos que expiraba el 31 de marzo de 1996.
Sin embargo, el contrato de arrendamiento entre el Estado y el Sindicato Mixto del Canal fue rescindido en 1984 y la gestión del patrimonio se confió al Consejo General de Loiret por decisión del Ministro responsable del patrimonio el 4 de septiembre de 1984. El 28 de diciembre de 1984 se firmó un acuerdo entre la Dirección General de Impuestos y el Consejo General con el fin de continuar e intensificar la operación de rehabilitación emprendida por el Sindicato Mixto, preservando al mismo tiempo el carácter natural de la propiedad. La duración del acuerdo se fijó en 50 años a partir del 1 de enero de 1985 y hasta el 31 de diciembre de 2035. Al mismo tiempo, el departamento confió la gestión diaria del patrimonio al Syndicat Mixte de Gestion du Canal d'Orléans en 1985.
El desmantelamiento del canal dio lugar a que se clasificara como propiedad privada del Estado. Además, como la ley de 30 de julio de 2003 sobre la transferencia del dominio público fluvial del Estado no se aplica en el caso del dominio privado del Estado, la sección del canal confiada a la gestión no fue transferida a este a nivel estatal. Así pues, se produce la siguiente distribución de la propiedad del Estado.
| Vertiente       | Sección                                                                                  | Longitud (km) | Propiedad del dominio público                                                   |
| Loira           | Nivel Saint-Jean-de-Braye (entre Orleans y el "Gabinete Verde")                          | 0,9           | Aglomeración de Orléans (gestionado por la Agl. de Orléans)                     |
| Loira           | Nivel de Saint-Jean-de-Braye (entre el "Gabinete Verde" y Combleux)                      | 4,23          | Estado francés                                                                  |
| Loira           | De Combleux a Combreux                                                                   | 26,68         | Estado francés (acuerdo de gestión con el Consejo General de Loiret hasta 2035) |
| Comparten nivel | De Combreux a Vieilles-Maisons-sur-Joudry                                                | 18,93         | Estado francés (acuerdo de gestión con el Consejo General de Loiret hasta 2035) |
| Sena            | De Vieilles-Maisons-sur-Joudry a la esclusa de la Folie                                  | 26,58         | Estado francés (acuerdo de gestión con el Consejo General de Loiret hasta 2035) |
| Sena            | Esclusa de Folie hasta el nivel de Buges (donde confluyen los canales de Briare y Loing) | 1,33          | Estado francés                                                                  |

## Historia

### La construcción

#### El canal de Robert Mahieu
Robert Mahieu era un burgués y comerciante de madera de París que tenía una propiedad en la provincia de Orleans. En 1676, propuso al duque de Orleans «encargarse durante 40 años de la venta de madera de alta calidad y de madera de los guardas de Chaumontois y de Le Milieu en el bosque de Orléans». Su objetivo era abastecerse de madera para el inmenso mercado parisino —500.000 habitantes que consumen cada uno una tonelada de madera al año.—
Para resolver el problema del transporte de madera a París, Mahieu propuso al Duque de Orléans construir un canal. El 25 de abril de 1676 se firmó un tratado entre el duque de Orleans y Mahieu: este último explotaría trescientos arpendes de madera —unas 150 hectáreas— a cambio de una regalía de 30.000 livres tournois anuales durante 40 años y la posibilidad de construir un canal «que serviría para la conducción, la flotación y el transporte de la madera y el carbón de los citados guardas, así como de todas las demás maderas y mercancías, hasta el río Loing». Después de 40 años, el canal se convertiría en parte de la propiedad del Duque de Orleans.
Mahieu necesitaba este canal porque las tierras del bosque de Orléans, arenosas y arcillosas, no eran propicias para la tala y estaban alejadas de las principales rutas de comunicación. Por otra parte, proporcionaban mucha agua —estanques, pantanos, pequeños ríos— y por lo tanto eran un terreno favorable para la construcción de un canal. Un decreto del Consejo Real del 22 de agosto de 1676 fijó el recorrido de la obra, desde el estanque de Loizelet hasta el Loing de Cepoy, y su anchura mínima —unos dos metros, que era suficiente para evacuar la madera con un único sentido de circulación—.

un canal... para comenzar por debajo de la calzada del estanque de Loizelet, a la entrada de dicho bosque [de Orleans] y enseguida desciende al estanque de Joudrie, pueblo de Vieilles-Maisons [sur-Joudry] y al estanque de Grignon, y desde allí, pasando por varios lugares y parroquias cae en el río de Loing por debajo de Sepoix [Cepoy], cerca de Montargis.

El canal comienza en el punto más alto, donde más tarde se construyó la esclusa del punto de nivel de las aguas. En el documento no se especifica el recorrido para que pueda adaptarse a las dificultades que se encuentran en el terreno.
En menos de dos años, se construyeron 28 km. El canal era de tres metros de ancho. Hay pruebas de que la madera llegó a Cepoy en marzo de 1678. El canal de Robert Mahieu, sin embargo, no tenía nada que ver con el comercio en Loira. Además, su anchura demasiado pequeña no le permitía asumir un verdadero tráfico mercantil, ya que era imposible que las embarcaciones se cruzaran entre sí.

#### El canal del duque de Orleans

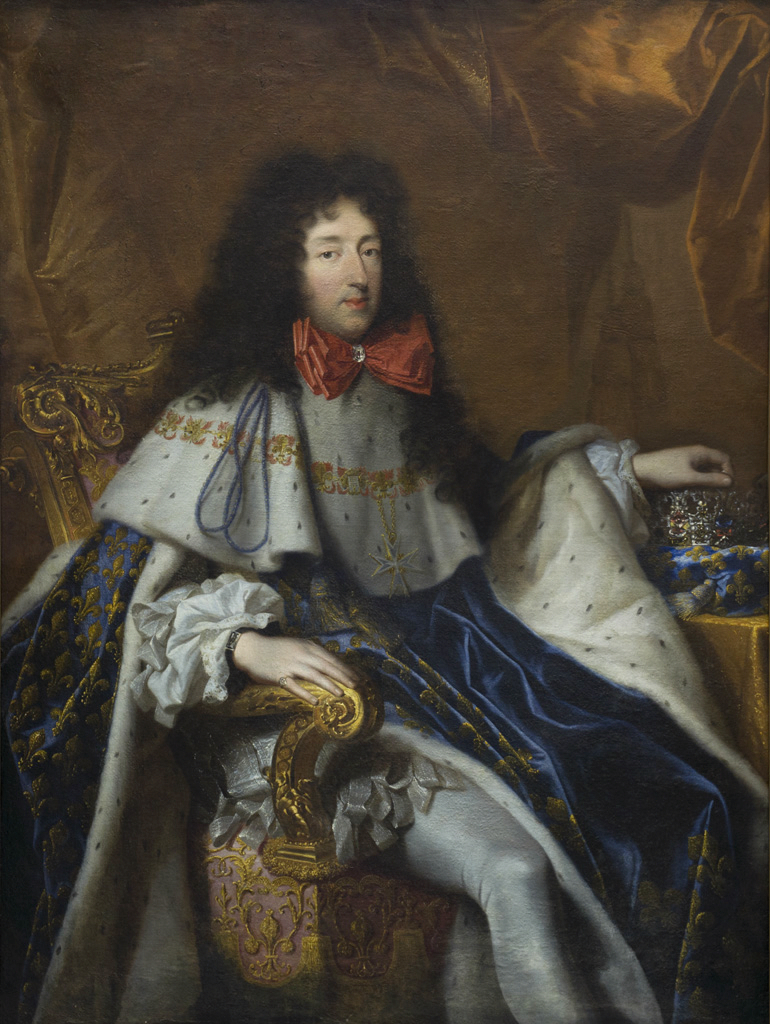
Felipe I, duque de Orleans, iniciador de la construcción del canal de Orleans.

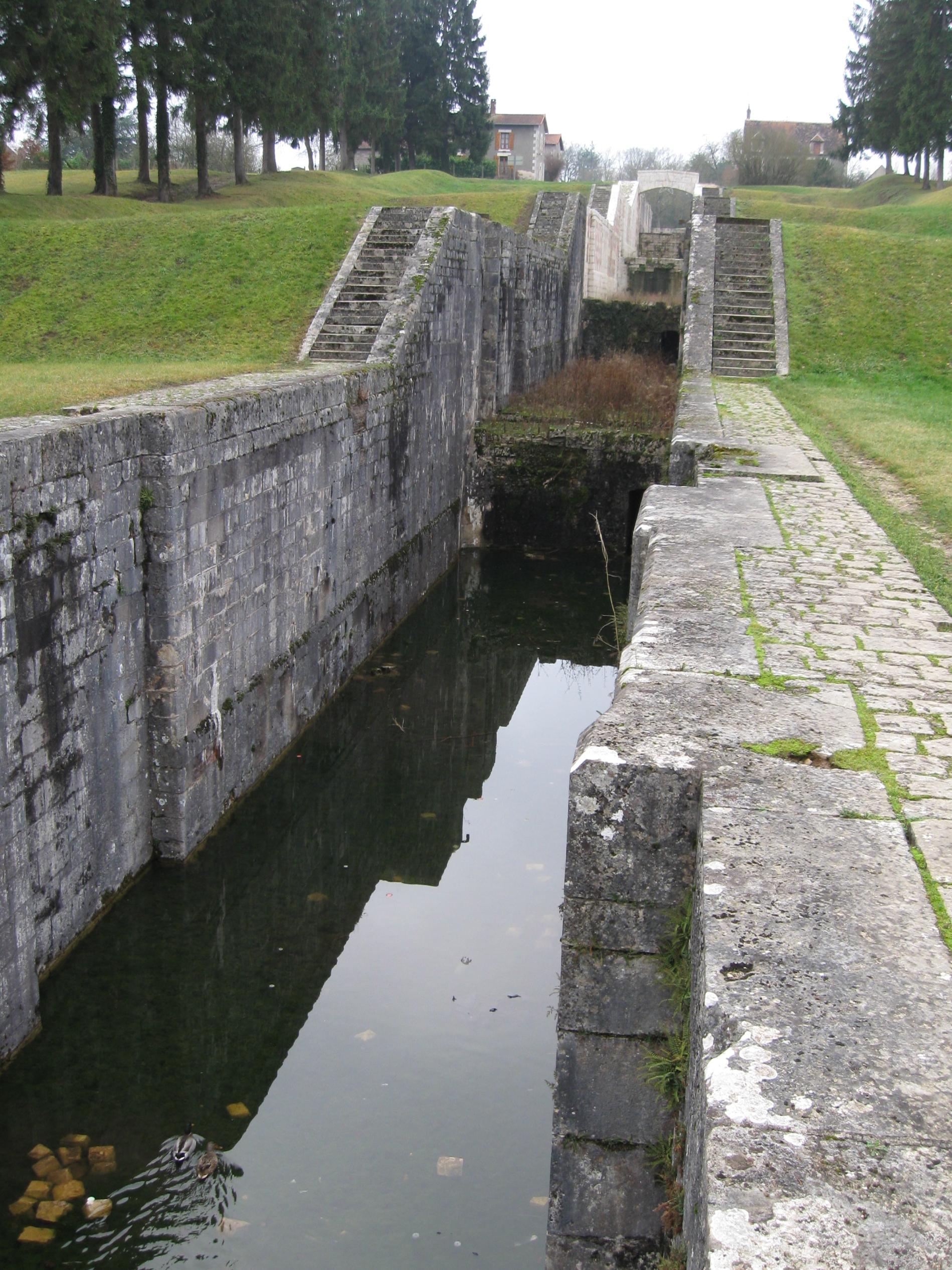
Detalle de las esclusas de Rogny.

En 1679, Mahieu se encontraba en dificultades financieras y ya no podía cumplir sus compromisos en virtud del tratado de 1676, y fue el duque de Orleans quien se hizo cargo del proyecto, B 6, que cambió de naturaleza: el duque quería ahora establecer el cruce con el Loira, lo que significaba ensanchar la carril excavado por Mahieu y continuar la construcción del canal hasta el río Loira.
Varias razones conducían a este gran proyecto de unión:
- El canal de Briare era muy rentable para sus propietarios, pero no estaba exento de defectos: consumía mucha agua —siete esclusas en Rogny, por ejemplo— y durante las sequías el tráfico se interrumpía totalmente. Por lo tanto, había espacio para un canal competidor;[5]
- el viaje ascendente del Loira entre Orleans y Briare era difícil. Hasta Orleans los barcos podían navegar por el río siempre y cuando se beneficiaran del viento del oeste. Pero más allá de Orleans un remolque era obligatorio, lo que generaba un costo importante antes de llegar al canal de Briare. Un canal desde el área de Orleans hasta el Loing eliminaría ese costo extra;[5]
- Desde mediados del siglo XVII, el tráfico desde el océano Atlántico había aumentado gracias a la llegada de productos coloniales, como el azúcar. El neerlandés Georges Vandebergue instaló la primera refinería de azúcar de la ciudad en Orleans en 1653. También estaban los productos más tradicionales: pescado, sal, vino.[5]

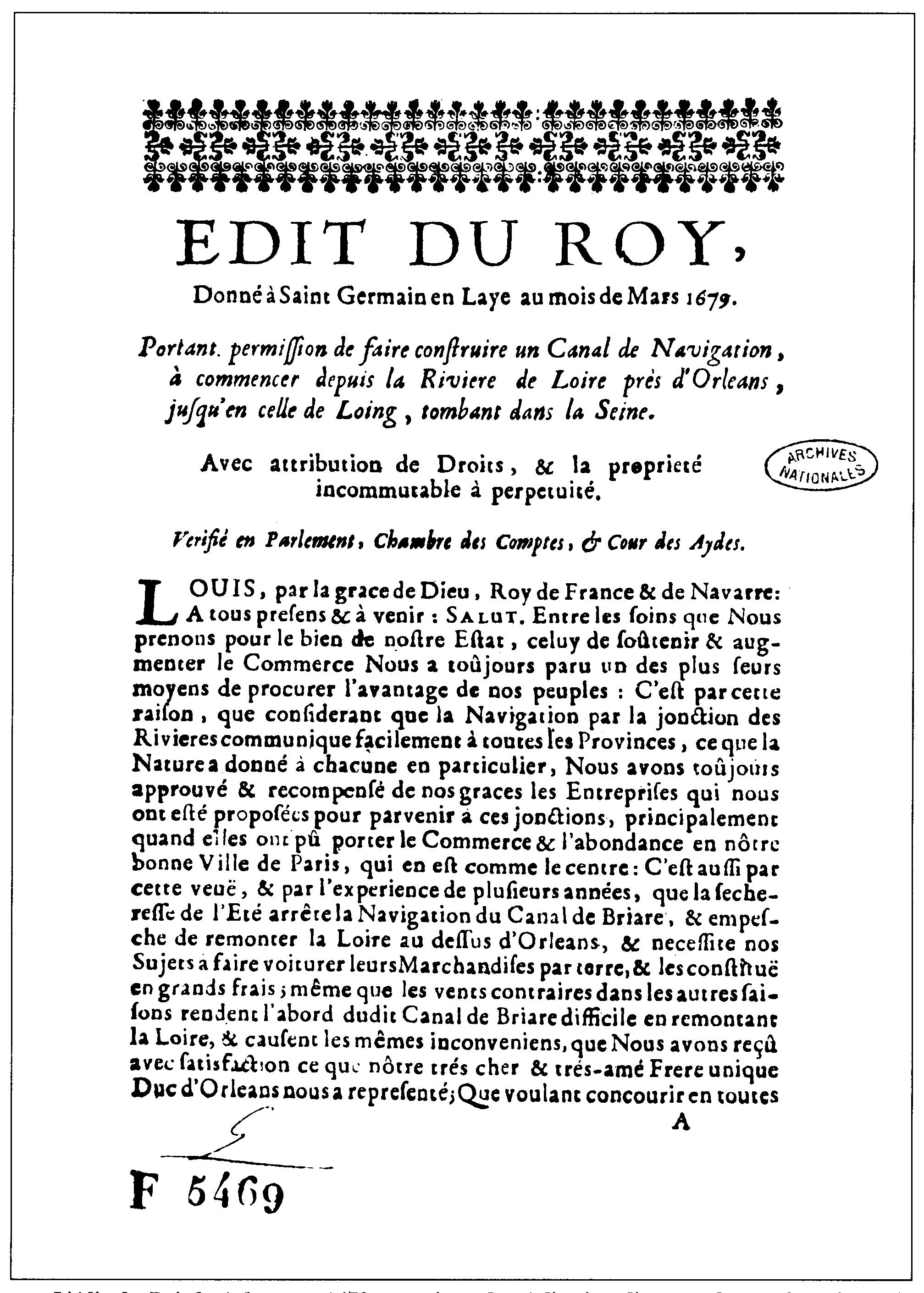
Edicto de marzo de 1679 del rey Luis XIV de Francia, autorizando la construcción de un canal entre el Loira y el Loing.

El duque de Orleans fue autorizado a continuar los trabajos y a establecer el cruce del río Loira en el río Loing por patente real de su hermano el rey Luis XIV de Francia en marzo de 1679. Esta decisión se tomó en un contexto de fomento del comercio por parte de la monarquía francesa y en un deseo de facilitar las comunicaciones y los grandes proyectos —el proyecto del canal de Briare comenzó bajo Enrique IV de Francia y el propio canal du Midi fue aprobado por un edicto de 1666—. Por último, el abastecimiento de París era una cuestión política: la monarquía hacía todo lo posible por evitar los disturbios por alimentos, un levantamiento del pueblo que podía producirse por la interrupción del suministro de cereales, porque Luis XIV tenía malos recuerdos de la Fronda y temía a París —la corte también se estableció definitivamente en Versalles en 1682—.
Esta decisión no gustó a todo el mundo: los señores (propietarios) del canal de Briare obstruyeron el registro de las patente reales. Luis XIV reaccionó enviando una carta de justicia en diciembre de 1679, imponiendo el registro en nombre del interés general. Finalmente, las patentes reales, fueron registradas en 1680.
Dadas las dificultades del negocio, el Duque cedió sus derechos a los socios Lambert y de Richemond, Simon Lambert, arquitecto de los edificios del rey, pudiendo así comprender mejor los problemas técnicos.B 10. Se comprometieron a llevar a cabo la construcción en seis años y a pagar al duque una cuota anual de £30.000. Para reunir el capital, crearon una sociedad de 10 y luego de 19 miembros en 1686.

#### Las obras

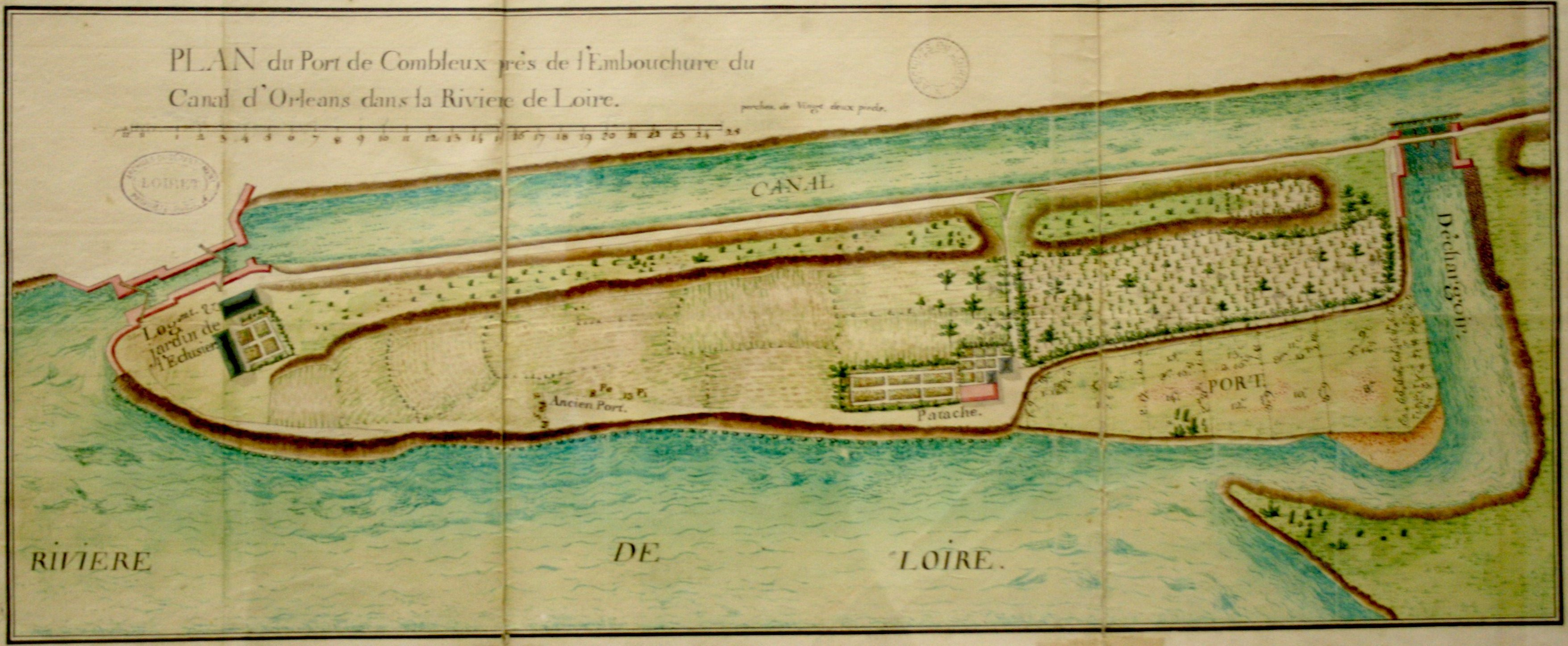
Reproducción en color de un plano del con el título «Plano del puerto de Combleux cerca de la desembocadura del canal de Orleans en el río Loira». Destaca la lengua de tierra que limita al sur con el Loira, al norte con el canal y la esclusa y al este con el canal de salida del vertedero, un desbordamiento que permitía evacuar el agua en caso de inundación. En el extremo oeste de esta tierra está el edificio y el jardín del guarda de la esclusa.

El trabajo comenzó rápidamente en 1680 pero se detuvo, por falta de medios, en 1684. Se concedió un permiso por cuatro años más a los asociados. Después de un adelanto del propio rey de su tesoro personal, un nuevo préstamo del duque de Orleans y una mala mano de obra, se vieron obligados a devolver al duque, en el marco del tratado del 6 de diciembre de 1686, la propiedad de todas las obras realizadas. A cambio, sin embargo, obtuvieron una anualidad de 80 000 libras durante diez años después de la apertura del canal y el derecho a un ecu por cada almud de vino devuelto a París.
El 4 de mayo de 1687 se nombró al intendente de Creil para que estudiara más rigurosamente la situación de las tierras y, en particular, los aspectos de la expropiación. Se nombró a un topógrafo, Michel Boulanger. Esto no impidió que algunos propietarios obtuvieran un beneficio rentable.
Es difícil estimar hoy en día el número de trabajadores que participaron en la construcción del canal de Orleans. Se informa de que aproximadamente 12 000 personas estuvieron en el sitio de Briare durante la visita de Enrique IV en 1608 y casi 4000 soldados fueron empleados en la construcción del canal du Loing entre 1719 y 1723. Sin embargo, parece que el número de trabajadores empleados en el canal de Orleans no superaba el centenar, lo que explica las dificultades y la duración de la obra. Se recurrió a trabajadores lejanos, procedentes principalmente del oeste: Normandía, Maine y Touraine por casi el 30%, del centro y la región de París por un porcentaje igual y unos pocos, finalmente, de Champaña y Borgoña. Pocos eran del sur de Francia. La mortalidad fue muy alta entre estos trabajadores y sus familiares acompañantes.
El acta de reconocimiento de las obras fue firmada por M. de Creil el 31 de diciembre de 1691 y el canal se abrió al tráfico el 5 de marzo de 1692. Desde esa fecha hasta julio de 1693, los ingresos netos del canal superaron las 220 000 libras, correspondientes al paso de 2323 embarcaciones.

### El canal en elsigloXVIII

#### Organización administrativa y técnica
A partir del 6 de diciembre de 1702, la Casa de Orleans se convirtió en propietaria del canal. En 1720, se creó una administración conjunta de los canales de Orleans y Loing, que se puso bajo la autoridad del canciller del príncipe. Estaba compuesto por un director general, dos inspectores, un inspector itinerante y un subinspector del canal de Orleans. Además, había un receptor general, residente en Cepoy a la entrada del canal Loing, del que dependían un receptor especial situado en Pont-aux-Moines y seis controladores escalonados a lo largo de la ruta.
Un equipo de 29 trabajadores para las esclusas y 4 guardas constituía el personal operativo para el mantenimiento y la supervisión rutinarios de las estructuras, barrancos, estanques y puertos, con mayor frecuencia, en ese momento, en terrenos llanos y sencillos a lo largo del canal. Se crearon entonces seis nuevos puestos de guarda para combatir los robos y los daños de todo tipo a los bienes almacenados o a la infraestructura.

#### Ley de justicia y autonomía
Las Patentes reales de marzo de 1679 habían concedido al duque plena autoridad legal sobre todas las obras, sin tener en cuenta a los señores de la justicia local. La jurisdicción de Pont-aux-Moines se extendía desde el Loira hasta Grignon. La jurisdicción de Montargis se extendía desde Grignon hasta Cepoy. El juez conservador residía en Pont-aux-Moines, donde era asistido por un fiscal, un secretario, un alguacil y dos inspectores de policía encargados de velar por la ejecución de los reglamentos y órdenes de los funcionarios judiciales.

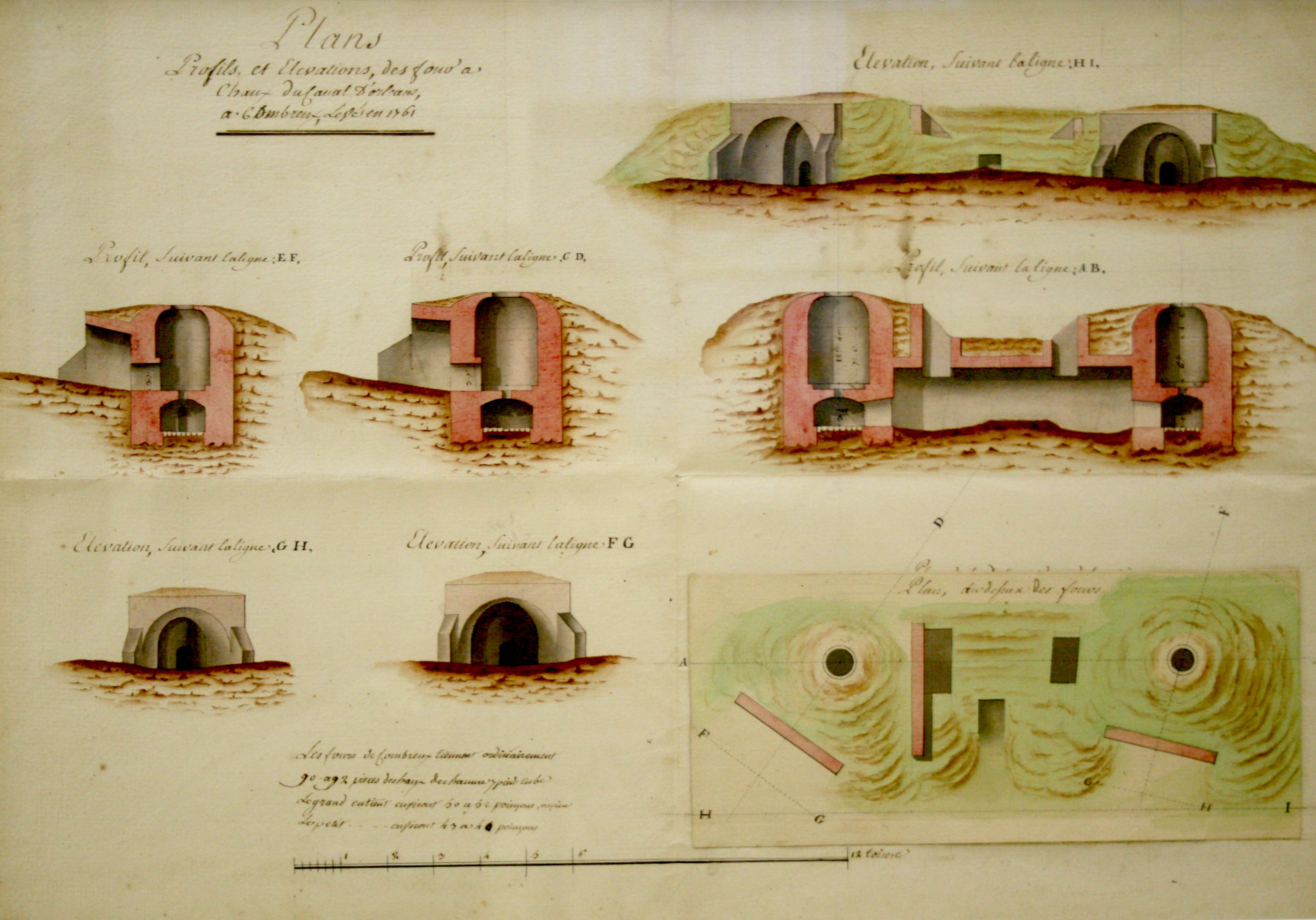
Plano de los hornos de cal en Combreux (1760).

Sin embargo, ciertas prerrogativas relativas a la prioridad de la circulación de diversos bienes se le escaparon al Duque, en beneficio del Preboste de los mercaderes de París, que siguieron siendo responsables de regular la navegación en los ríos y arroyos «que sirven para abastecer a París». Todas estas prerrogativas señoriales fueron abolidas con el decreto del 4 de agosto de 1789.
Las patentes reales también autorizaron al duque a adquirir materiales de construcción en el bosque de Orleans. Así pues, la administración del canal adquirió varias canteras para mantener y mejorar el canal. También adquirió construcciones específicas como el horno de cal de Combreux, cuya cal se utilizaba en la fabricación de las esclusas.
A fin de ser autosuficiente en materia de agua y para dar cabida a la creciente navegación comercial, la administración también procedió a realizar múltiples adquisiciones, como molinos o terrenos para construir nuevos puertos.

#### Mantenimiento y mejora de las estructuras
A principios del siglo XVIII, el dique de Chécy en el lugar conocido como Port Morand tuvo que ser reconstruido debido a las infiltraciones en las cavidades cársticas de la caliza de Beauce, acentuadas por la instalación del «puente colgante». Luego fue arrastrado varias veces por las inundaciones causadas por el río Loira en 1730, 1733, 1756, 1770 y 1789.
En 1717, el antiguo lecho de Sens canalizado al pie de la ladera de Chécy fue abandonado por las mismas razones. La vía fluvial se desplazó a tierras situadas en los viñedos, las más caras, según los propietarios.
En 1726, Louis de Règemorte constantó el estado deplorable de la parte en agua del canal, cuya anchura se redujo en algunos lugares de 5 toises a 15 pies, es decir, unos 10 a 5 metros. Los residentes locales habían construido vados y cavado abrevaderos para su ganado. Los caminos de sirga se redujeron a vías rotas, mientras que las partes de madera de las esclusas y los muelles de descarga se estaban pudriendo lentamente. A continuación se emprendió un programa de obras. Las principales dificultades residían en el paso de la «Montagne» entre Combleux y Sury-aux-Bois, establecido en tierras arenosas y arcillosas que se estaban derrumbando, dejando apenas espacio para un barco.

#### Competencia con el canal de Briare
La competencia entre los canales de Orleans y Briare se había suavizado:
- por la concesión por parte del rey, desde 1679, de la misma tarifa de peaje a los primeros que la otorgada a los segundos en 1651;[5]
- por la construcción del canal du Loing, inaugurado en 1724, por el duque de Orleans (sobrino de Luis XIV, futuro regente). Como el Loing era difícil de navegar —numerosos meandros, pendiente suave, pasajes peligrosos—, su canalización benefició tanto a las embarcaciones que usaban el canal de Orleans como a las que usaban el canal de Briare;[5]
- por la compra de acciones del canal de Briare por el hijo del regente, Louis de Orleans, en 1729.[5]

Así, hasta la Revolución Francesa, estos tres canales formaban un todo coherente y unido. Sin embargo, según Hubert Pinsseau, la competencia jugó un papel importante durante los primeros años de funcionamiento del canal de Orleans e incluso más allá.

#### Tráfico de mercancías en elsigloXVIII
No hay estadísticas para el siglo XVIII. Según Hubert Pinsseau, el tráfico anual puede estimarse en 1500 embarcaciones al año, lo que corresponde a 80 000 toneladas transportadas, a razón de 50 toneladas por embarcación.
Se dispone de estadísticas más precisas para finales del siglo XVIII, que confirman estos órdenes de magnitud y el hecho de que el tráfico sigue siendo muy inferior al del canal de Briare, por el que al mismo tiempo transitaron 150 000 toneladas al año, es decir, casi el doble.
Se puede observar una asimetría en el tráfico. El número de embarcaciones procedentes del Bajo Loira (1500) es aproximadamente tres veces mayor que el número procedente del Sena (500). Esto puede explicarse por el hecho de que muchas embarcaciones se «rompen» al llegar a la capital, es decir, se desmantelaban, debido a su edad y fragilidad.

#### Creación de puertos locales
Durante tres cuartos de siglo, las aldeas no parecen haber participado mucho en la economía del canal, excepto para satisfacer las necesidades básicas de los barqueros. Esta tendencia se invirtió a finales del siglo XVIII con la creación de varios puertos locales.
El puerto de Pont-aux-Moines fue creado en 1774 y el de Donnery en 1776. Estos últimos embarcarán en particular vinos de la región de Orleans, materiales de construcción y madera del bosque. Al mismo tiempo, Grignon, Chailly y Chancy fueron equipados con un desembarcadero más eficiente con un muelle de mampostería. El puerto de Combleux fue desarrollado en 1777, mientras que el Puerto de Ardoise en Chécy permitió, a partir de 1783, el desembarco del material angevino.
El puerto de Fay-aux-Loges, que, a diferencia de los demás puertos, se utilizó desde principios del siglo XVIII para transportar productos de vidrio, se duplicó en 1775. Luego permitió la carga de piedra, caliza de Beauce, cal de sus hornos, arena, madera y finalmente vino de la región.

### El canal en elsigloXIX

#### De las empresas privadas a la adquisición por parte del Estado

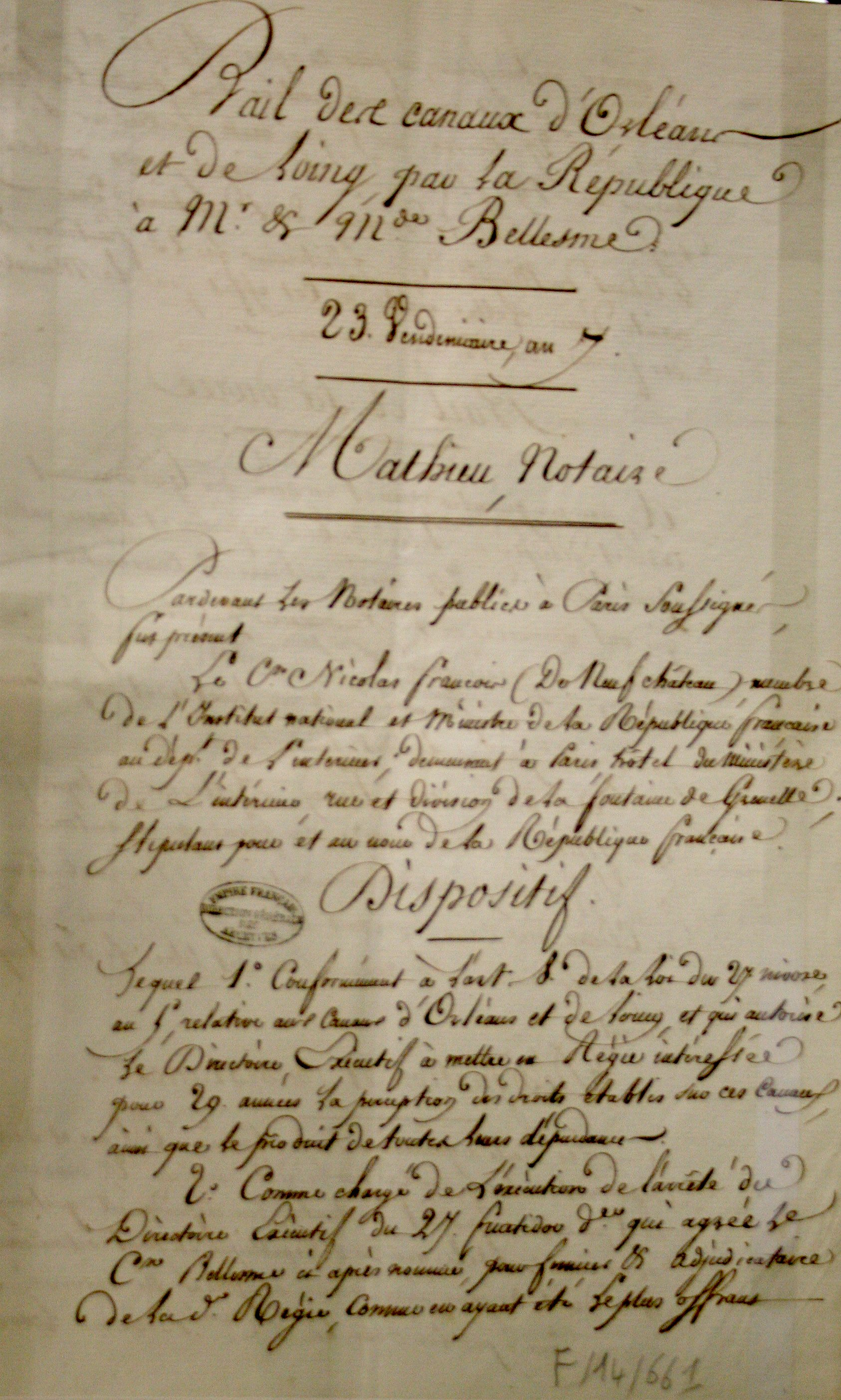
Arrendamiento de 23 Vendemiaire an 7, encomendando la gestión del Canal Orleans a la familia Bellesme.

Los canales de Orleans y Loing se convirtieron en propiedad nacional después de la Revolución Francesa; sin embargo, estaban mal mantenidos. Ante la constatación de esta deficiencia que afectaba a la navegabilidad de los canales, la ley de 27 Nivôse an V (es decir, del 16 de enero de 1797) previó la creación de una administración encargada de la conservación de las obras y la posibilidad de arrendar los derechos, con la cesión a la República de una parte de los beneficios. Se iniciaron las negociaciones y, tras varios fracasos, fue el ciudadano Bellesme quien fue declarado adjudicatario el 7 de septiembre de 1799.
La elección no fue acertada. Bellesme era en efecto un borracho irascible y violento que había estado en prisión y había causado tantos incidentes que tuvo que huir. La gestión de los asociados era igual de calamitosa. Ante la catastrófica situación de los canales, un decreto imperial del 1 de septiembre de 1807 suprimió «la gestión de los canales de Orleans, Loing y Central» el 1.º de octubre y creó una régie des droits réunis, que debía administrar provisionalmente las vías fluviales hasta 1810.
El emperador Napoleón Bonaparte, que se interesaba por el transporte terrestre y en particular por los canales, consideraba que el sector privado era la mejor solución para administrar estas infraestructuras. La ley del 23 de diciembre de 1809, autorizó así, entre otras cosas, la venta de los canales de Orleans y de Loing, los canales  Central y de Saint-Quentin, así como una parte del canal du Midi. El producto de la venta se destinaría a un fondo de amortización para completar el canal de Napoleón, que une el Rin con el Saona, el canal de Borgoña, que une el Sena con el Saona, y el Gran Canal del Norte, desde el Escalda hasta el Rin. La venta consistió en trasladar las obras del dominio ordinario del Estado al dominio extraordinario, constituido gracias al capital aportado por los bienes adquiridos mediante conquistas o tratados.
De 1807 a 1860, la compagnie des canaux d'Orléans et du Loing gestionó adecuadamente las dos vías fluviales, pero la severa competencia del ferrocarril llevó gradualmente al declive del canal. Napoleón III, ardiente promotor de la expansión económica, vinculada en particular en esa época a la mejora del comercio franco-británico, decidió intervenir el Estado, que sustituyó entonces a las empresas que hasta entonces habían explotado ciertos canales. Con la Ley del 1 de agosto de 1860, el Estado asumió la gestión del Canal de Orleáns y lo confió a la administración de los puentes y las carreteras. Esta situación duró hasta 1954.

#### Plan Freycinet

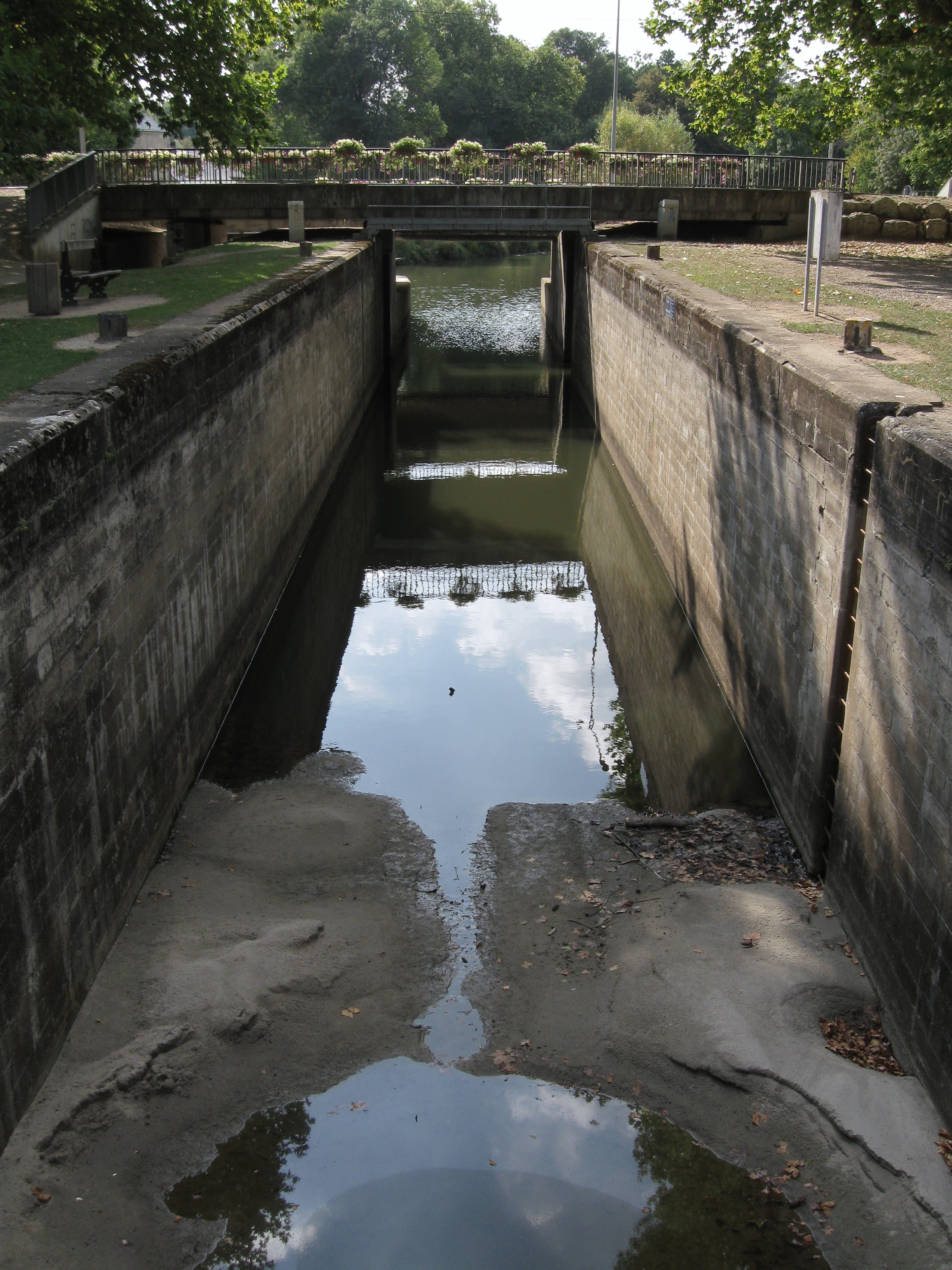
La esclusa Mardié fue una de las reconstruidas como parte del plan Freycinet.

En cuanto a las estructuras de ingeniería, el comienzo del siglo XIX se caracteriza por varios proyectos de reconstrucción de esclusas. La primera de ellas se refería a la reconstrucción de la esclusa del Loira en Combleux, que periódicamente se iba encenagando, causando grandes molestias a las embarcaciones y requiriendo frecuentes trabajos de desensilado. Fue reconstruida en 1834 con dimensiones de 30 m de largo y 4,5 m de ancho.
En la ladera del Sena, de 1832 a 1845, se reconstruyeron nueve esclusas de 32,50 m. Finalmente, el decreto del 17 de julio de 1869, que preveía la reconstrucción de 16 esclusas con dimensiones de 33×5,20×1,80 m, no había hecho más que empezar. Los trabajos en las 16 bahías de desviación que debían ser «ensanchadas, limpiadas o rectificadas», así como el tiro al aire de los 32 puentes, que debía ser aumentado a 4 m, tuvieron el mismo destino.
Estas obras de acondicionamiento, llevadas a cabo sobre una base ad hoc, no siguieron un plan coordinado y no tuvieron en cuenta el aumento previsible del tamaño de las barcazas, algunas de las cuales, ya en 1850, superaban las 100 toneladas cargadas. Tanto es así que las esclusas, apenas terminadas, tuvieron que ser reconstruidas. Esto es lo que le pasó a la de Combleux. Demasiado pequeña para permitir el paso de grandes barcazas y dañada por las embarcaciones de gran tamaño que la forzaron a pasar, esta esclusa, que se abría a un río en el que la navegación se estaba sedimentando, fue reconstruida de nuevo en 1877 con las dimensiones recomendadas por el ministro de Obras Públicas, es decir, 38,50×5,20×2 m.
Convencido de que el transporte pesado tenía todavía un futuro en los canales, el gobierno de la Tercera República presentó un plan preparado por su Ministro de Obras Públicas, Charles de Freycinet, que fue adoptado por la Cámara de Diputados y el Senado en julio de 1879, y que tomó el nombre de «plan de Freycinet». Se diseñó para contrarrestar la amenaza del transporte fluvial, que se enfrentaba a una competencia cada vez mayor del ferrocarril.
Las esclusas de Moulin-Rouge, Vitry, la Chennetière, le Gué-Girault, Fay-aux-Loges, Donnery y Mardié fueron reconstruidas según las nuevas normas. Ello no impidió que el tráfico siguiera disminuyendo de manera constante, aunque el tráfico en Briare se estaba expandiendo, debido al transporte de carbón desde el Alto Loira a la capital.

#### Tráfico de mercancías en elsigloXIX

Gráfico con la evolución del número de embarcaciones que cruzaron el canal entre 1790 y 1954.

La navegabilidad del río Loira, de la que dependía el tráfico del canal de Orleans, dependía en gran medida de factores climáticos. A bajos niveles de agua, el Loira ofrecía un calado de unos 40 centímetros, mientras que las inundaciones que podían producirse en cualquier estación hacían que sus olas fueran particularmente peligrosas. Durante el siglo XIX, se reportaron más de diez años de sequía. Además, se informó de que se habían producido inviernos rigurosos que habían provocado la congelación del río Loira, pero también del canal.
En condiciones favorables, el tiempo necesario para remontar el Loira hasta el Sena pasó de 15 días en la década de 1770 a solamente 5 o 6 alrededor de 1830, siendo el remolque humano el más utilizado. El remolque de animales todavía ahorraba tiempo y, en el siglo XX, parece que el paso de barcazas se realizaba normalmente en dos días, un día y medio para llegar a Grignon desde Orleans y medio día para completar el resto del viaje.
El arancel de los derechos de navegación proporciona información sobre la naturaleza de las mercancías que probablemente transitaban por los tres canales a principios del siglo XIX. Unos 300 bienes diferentes se dividen en casi 200 artículos en una especie de «inventario de estilo Prévert». Sin embargo, estas tarifas no reflejan realmente los volúmenes transportados.
Se transportaban diversos cereales y productos agrícolas, como ceras, mantequillas y quesos, frutos secos y frescos y árboles. También se transportaban productos artesanales e industriales, así como materiales para ser procesados (hierro, plomo, cobre, peltre) y, por supuesto, madera para la construcción. Por otra parte, muchos productos han desaparecido desde hace mucho tiempo de la vida cotidiana, pero antes se comercializaban, como el alumbre —utilizado para trabajar las pieles y en las fábricas de papel—, las cenizas —para lavar—, el cornus —para los látigos—, la Rubia tinctorum, la Bixa orellana y el Rhus —los tres utilizados como colorantes—, el analcima —un fertilizante—.
Sin embargo, el vino y la leña fueron, con mucho, los más transportados. Hubert Pinsseau ha calculado que, desde el siglo XVIII (1798-1799) hasta 1837, 13 550 000 hectolitros de vino transitaron por el canal de Orleans, es decir, más de 300 000 hectolitros/año, transportados en más de 700 embarcaciones. Este predominio del vino se explica por la importancia de los vínculos entre los comerciantes de vino parisinos y los comerciantes de la vía fluvial de Orleans y especialmente los de Saint-Marceau. Estos empresarios del transporte a veces eran dueños de sus propios viñedos y comercian ellos mismos el vino.
Durante el mismo período, se transportaron 2 800 000 toneladas de carbón vegetal y lignito en 56 146 embarcaciones.
También se transportó trigo y otros granos, sal en cantidades bastante grandes. Se cree que la impresionante cantidad de sal comunicada por Pinsseau (68 758 kilolitros), que representaba por lo menos 1500 embarcaciones en ese momento, se debe a los efectos del bloqueo continental, que permitió abastecer a la capital y al centro-este solamente a través del Loira y el canal de Orleans.
Los detalles de los bienes transportados durante el año 1825 figuran en el cuadro que sigue.
| Mercancías               | N.º de embarcaciones | Carga (to) y dimensiones | Valor total (francos) | V. medio/carga (francos) (o cantidad) |
| Vinos, vinagres, licores | 1170                 |                          | 16 848 000            | 14 400 (230 barriles de 228 l)        |
| Leña                     | 804                  |                          | 804 000               | 1000                                  |
| Pizarras                 | 156                  | 35                       | 382 000               | 2450                                  |
| Frutas                   | 143                  | pequeñas                 | 171 600               | 1200 (carga ligera)                   |
| Sal                      | 82                   | 45                       | 1 476 000             | 18 000                                |
| Troncos de madera        | 100                  |                          | 300 000               | 3000                                  |
| Tablones de robles       | 28                   |                          | 84 000                | 3000                                  |
| Hierro                   | 2                    | 40                       | 72 000                | 3600                                  |
| Cerámica                 | 12                   |                          | 9600                  | 800                                   |
| Trigo                    | 8                    | 60−65                    | 96 000                | 12 000                                |
| Ladrillos y tejas        | 2                    |                          | 3000                  | 1500                                  |
| Cisternas de pescado     | 6                    | pequeñas                 | 10 800                | 1800                                  |
| Total                    | 2513                 |                          | 20 257 200            |                                       |

#### Competencia de la navegación a vapor y los ferrocarriles
La navegación a vapor traerá los primeros signos de una disminución del transporte de mercancías en el Loira y por lo tanto en el canal de Orleans. Establecerá la supremacía de los ríos de caudal regular y, en particular, eliminará los inconvenientes derivados de la sinuosidad del Sena entre París y el mar. Debido a la falta de un calado siempre suficiente, fue imposible establecer este modo de navegación en el Loira desde Nantes hasta Orleans, que se convirtió entonces detrás de las ciudades rivales.

Mapas comparativos del transporte de mercancías a la capital a finales del reinado de Luis XIV —navegación por el Loira— y en 1838 —navegación a vapor por el Sena desde Rouen—.

Por el Sena, las mercancías iban de El Havre a París, siempre en un día fijo, sin desperdicios ni vertidos. En el Loira, permanecieron allí durante temporadas enteras, causando importantes pérdidas y la imposibilidad de renovar los suministros. Además, cuando se podían transportar, se producía una congestión de las mercancías porque era el volumen de cuatro a cinco meses el que se transportaba. Así, a partir de 1832, el azúcar se embarcó desde el Gran puerto marítimo de Nantes-Saint-Nazaire de Nantes al de El Havre para luego tomar el curso del Sena; esta nueva ruta condujo a la desaparición de los almacenes de azúcar de Orleans.
Pero es el ferrocarril el que aportó un golpe de freno brutal. Ya en 1847 se registra la primera disminución del tráfico. Al principio, los bienes que no eran muy voluminosos o perecederos fueron monopolizados. En 1870 y en poco más de 20 años, la vía navegable que une el Loira con el Sena había perdido casi todo el transporte de mercancías ligeras o cotidianas, transportadas directamente desde Nantes, Tours y Orleans a París.
El tráfico en el canal había caído entonces a 63 000 toneladas transportadas por 2360 embarcaciones, probablemente muy por debajo de la carga máxima. Se esbozó entonces un aumento irregular del tonelaje, solamente para colapsar en 1880. Los efectos del plan de modernización de 1869, que permitió que barcazas cargadas con 80 toneladas cruzaran finalmente la vía fluvial.
En esa época, salvo ciertos materiales de construcción como la arena del Loira, se empezaba a invertir la dirección del transporte: ya no se daba prioridad a los productos del valle del Loira o del oeste del país. Sin embargo, este último no representaba un gran mercado para los productos industriales de la región de París. Sin embargo, la estabilidad relativa prevaleció hasta 1910, lo que justificó la creación de estaciones de bombeo en la vertiente del Loira y la ampliación del canal hasta Orleans.
Durante este tiempo, el canal de Briare se vio favorecido por su conexión directa con el canal lateral del Loira, lo que permitió el transporte de carbón vegetal, cada vez más utilizado, desde el Macizo Central. Su tráfico aumentó de 200 000 toneladas en 1830 a 570 000 toneladas en 1888 y a 1 650 000 toneladas en 1913.

### El canal en elsigloXX
Aunque el tráfico cayó bruscamente a finales del siglo XIX y parecía inevitable que el ferrocarril siguiera desocupando los canales, en particular el canal de Orleáns debido a la baja capacidad de sus esclusas, se emprendieron obras. Primero la construcción de una central eléctrica para mejorar el suministro de agua y luego la extensión del canal a Orleans.

#### La central eléctrica de Fay-aux-Loges
Para compensar los déficits de agua del canal en ciertos períodos —conocidos como períodos de desempleo—, se decidió a principios del siglo XX reponer artificialmente el canal bombeándolo al Loira en Combleux. Una central termoeléctrica de carbón, para suministrar energía eléctrica a once estaciones de bombeo instaladas en las esclusas del lado del Loira se construyó en Fay-aux-Loges de 1908 a 1912. Una duodécima estación, al pie del dique del Etang de la Vallée, se utilizó para bombear agua hacia el canal cuando el Grand-Bief estaba bien lleno.
Todo el conjunto había costado un millón de francos y únicamente se utilizaba unos cien días al año, pero esto, sin embargo, permitió alargar considerablemente el tiempo de navegación. Sin embargo, en vista de la fuerte caída del tráfico y de los costos de operación del equipo, la central se cerró en 1922, después de diez años de explotación.

#### La extensión del canal a Orleans

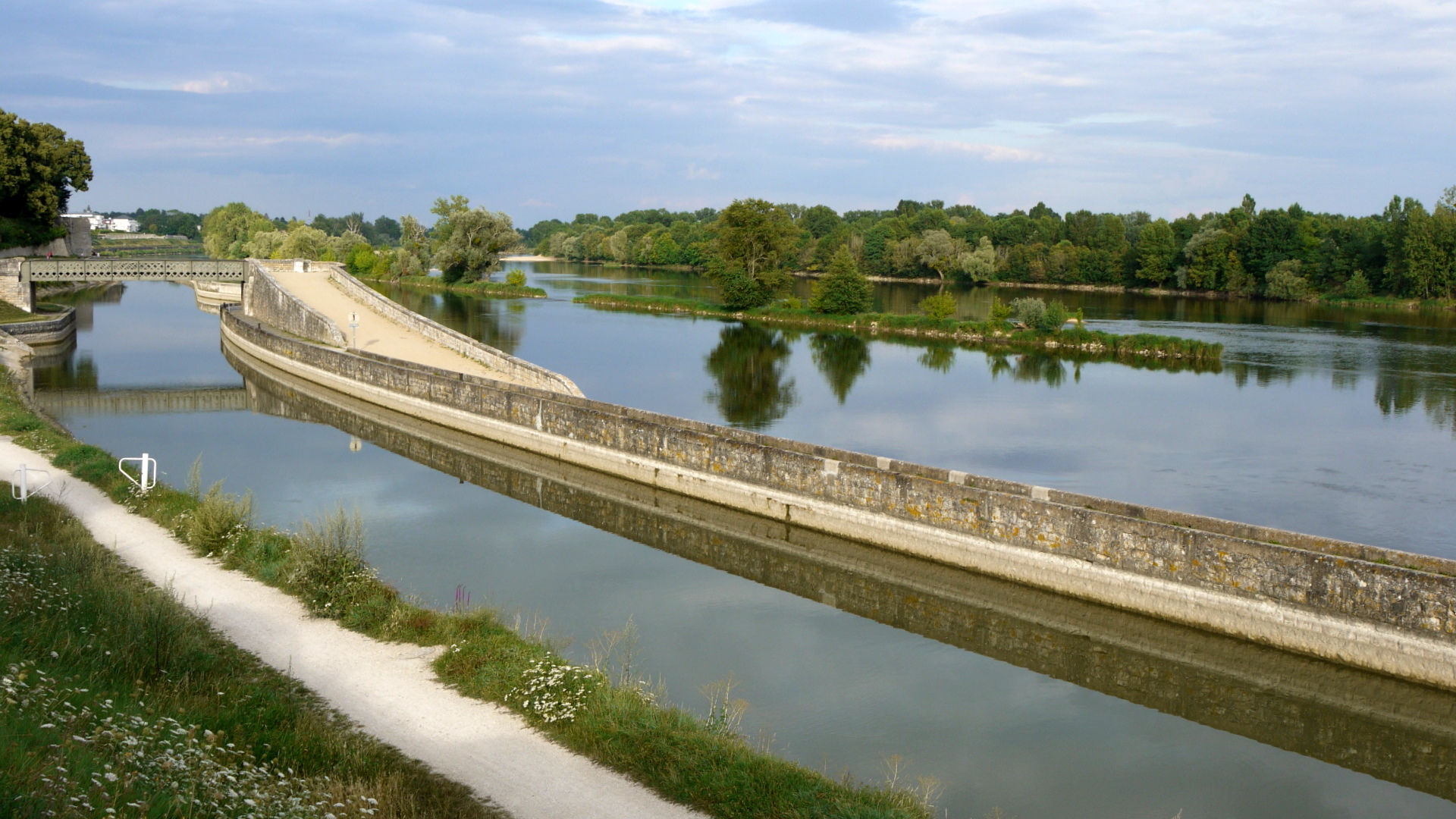
Vista del tramo de Saint-Jean-de-Braye, prolongación del canal entre Combleux y Orleans, a lo largo del Loira.

A raíz de las quejas de los marineros sobre la desembocadura del canal en Combleux, lejos del puerto de Orleans, que les obligaban a realizar maniobras difíciles, ya en 1788 se había realizado un estudio de la extensión del canal. En el siglo XIX se previeron varios proyectos, primero desde la esclusa de Fay-aux-Loges, luego lateralmente al Loira. Apoyado por la Cámara de Comercio de Orleans, el proyecto encontró una fuerte oposición en el Consejo de la Ciudad de Orleans, pero finalmente un decreto prefectoral del 16 de marzo de 1885 autorizó los estudios preliminares de un proyecto de 5 millones de francos.
La ampliación del canal fue planeada por el Estado mediante la ley de 22 de diciembre de 1903 con una contribución de 2 millones para el Estado y 1 millón para el departamento y la ciudad de Orleans respectivamente. La declaración de utilidad pública fue pronunciada el 13 de abril de 1907. Los trabajos, iniciados en 1908 y cuya finalización estaba prevista para finales de 1911, encontraron dificultades y fueron detenidos por la Primera Guerra Mundial. La obra se terminó finalmente en agosto de 1920. Todo el proyecto costó entonces casi el doble de lo previsto inicialmente. La entrada tiene la peculiaridad de ser lateral al Loira y está separada de él por una pared que más tarde resultó ser frágil.
La nueva sección fue inaugurada el 3 de julio de 1921 bajo la presidencia de Yves Le Trocquer, ministro de Obras Públicas. En el discurso inaugural se evocó la idea de construir un canal lateral hacia el afluente Maine a la altura de Angers, para establecer un enlace directo con los canales del Centro, el Este y de la Europa Central, completamente fuera de la nueva organización de transporte en el lugar. La ruta debía utilizar el Loira hasta la desembocadura del Loira, y luego cruzar hacia el sur hasta Tours. Desde allí, a través del canal hasta el navegable Cher, hasta su boca, y luego al norte de nuevo hasta Maine. El recorrido previsto es todavía visible en un mapa presentado en la Cámara de Comercio de Loiret en Orleans.

#### Fin de la navegación comercial
La falta de mantenimiento del canal contribuyó a frenar todavía más el tráfico de mercancías. Según Henri Brunet, que navegó hasta 1941 en el Mousqueton, el hundimiento se limitó entonces a 1,10 m en el canal de Orleans y el fondo todavía se estaba raspando en algunos lugares, mientras que una barcaza de 220 toneladas debía hundirse 1,80 m. Las cargas, por lo tanto, apenas superaban las 120 toneladas y los fletes se limitaban a la arena del Loira hacia Montargis, el cemento de Beffes (al sur de Sancerre), las tejas, los ladrillos, tableros y la madera para construcción que remontaban hacia Orleans. Le tomaba un día y medio a una docena de hombres para manejar la carga. Remolcada por dos mulas, la barcaza cruzó el canal en tres días y medio, a una velocidad horaria de entre dos y tres kilómetros por hora. Las pruebas de paso de barcos de hélice también terminaron en fracaso: la barcaza de La Paix, en dificultad con las plantas de agua y los nenúfares, intentó solamente una travesía.
El tráfico en el puerto de Orleans no había alcanzado las 10 000 toneladas anuales desde 1925. El transporte de automóviles, a partir de la década de 1930, se acentuó todavía más el declive del canal, por el que únicamente transitaron 2000 toneladas en 1952. La última persona en usar el canal fue la embarcación del marinero Sourdille, que trabajaba exclusivamente para la compañía Perron. Su último viaje tuvo lugar en 1954, justo antes del desmantelamiento.
Por último, el Estado declaró que el canal de la esclusa de Loire a Combleux se rebajaba a la esclusa de Folie, cerca de Châlette-sur-Loing, por decreto de 12 de noviembre de 1954.

#### La piscina del muelle del Fuerte Alleaume
El canal de Orleans había sido dañado durante la Segunda Guerra Mundial, particularmente aguas arriba del puente ferroviario Vierzon a Orleans. El 7 de octubre de 1949, una deliberación del Consejo General de Loiret aprobó la idea de utilizar el canal para la instalación de una piscina para natación de 25 m de largo y 16 m de ancho, dimensión que correspondía al ancho del canal. Esta piscina, situada a la altura de la propiedad de Motte-Sanguin, fue construida en la década de 1950. Para alimentarla, primero se utilizaron las aguas del río Loira, luego, por razones de higiene, se utilizó el agua de la ciudad. Esta piscina estuvo abierta hasta la construcción del puente René-Thinat en 1976.
La parte del canal entre el puente de Vierzon y el restaurante «Cabinet Vert», se fue rellenando gradualmente durante los años 1950 y 1960. Así, el aparcamiento de la empresa Bril se construyó en 1963, luego el aparcamiento fue reservado para los vehículos pesados en el Quai du Roi en 1967, seguido por el paseo al «Cabinet Vert», sobre una longitud de 832 m.

#### Abandono del canal por parte del Estado

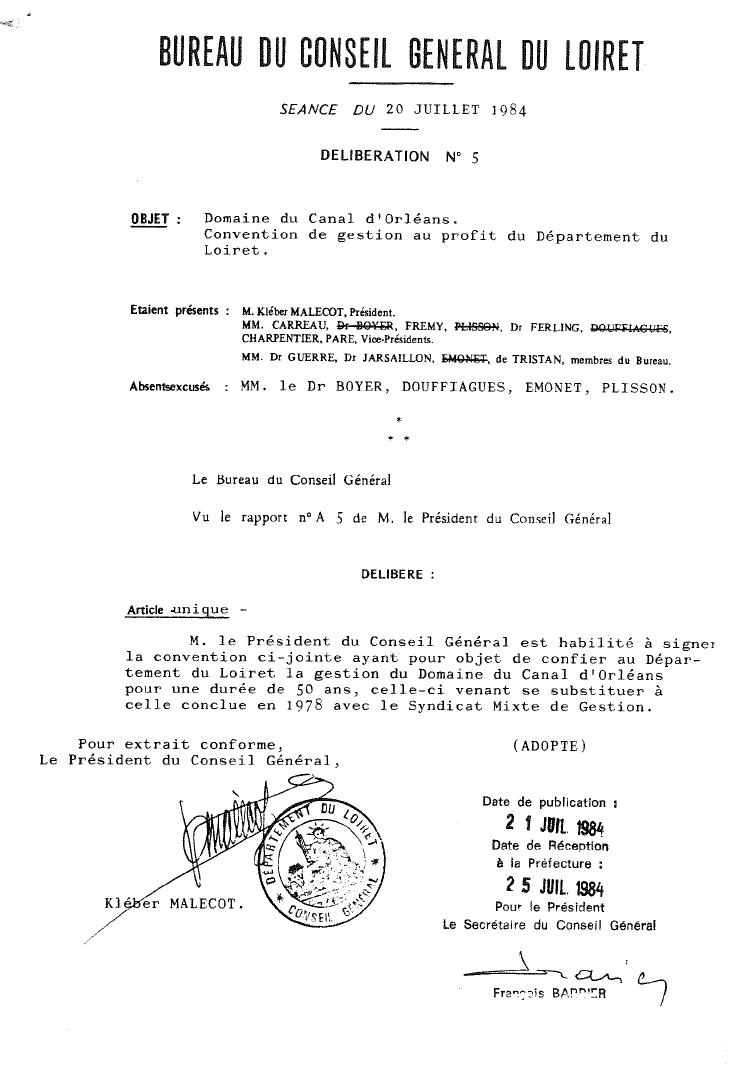
Facsímil de la deliberación del 20 de julio de 1984 por la que se autoriza al Presidente del Consejo General a firmar el acuerdo en el que se confía al Departamento la gestión del canal de Orleans durante 50 años.

Tan pronto como se desmanteló el canal, los servicios del Estado perdieron interés en la obra al confiar su gestión a una asociación privada, la Asociación de Gestión del Canal de Orleans (A.G.C.O.), y al asignar una modesta subvención de 3000 francos al departamento de Loiret para los trabajos de mantenimiento de las estructuras que permiten el paso público del canal. Al descuidar el mantenimiento del sistema hidráulico —estanques, barrancos, fondo del canal, estructuras—, el canal solamente podía fallar.
Ya en 1960, el presidente del Consejo General, Claude Lemaître-Basset, alertó a la asamblea departamental sobre el papel esencial de la antigua vía fluvial y su estado de deterioro. Sin embargo, no fue hasta 1975 que se hizo evidente que los estatutos de la asociación eran inadecuados para realizar el pesado trabajo que era necesario. La restauración del canal, al menos en lo que respecta a la parte hidráulica, fue examinada seriamente por primera vez en 1976 gracias a un informe técnico de la sociedad civil para estudios de equipamiento rural y urbano (S.C.E.R.U.). Esta última estimó que las obras urgentes a realizar el coste era de 5 millones de francos y la segunda obra de emergencia de 2 770 000 francos.
El 7 de julio de 1978 se creó una nueva estructura, el Syndicat mixte de gestion du canal d'Orléans et de ses annexes, que agrupaba al departamento y a los municipios interesados en esta zona. Su finalidad era gestionar, promover y administrar la totalidad del patrimonio del canal y recibió una subvención excepcional de funcionamiento de 150 000 francos, que se incrementó a 350 000 francos en 1979.
Un contrato de arrendamiento del 22 de noviembre de 1978 entre el Estado y esta nueva estructura le transfirió formalmente los trabajos de mantenimiento y restauración, con la ayuda de subvenciones del departamento y del establecimiento público regional. Sin embargo, los daños del canal fueron mayores de lo previsto y en 1979 aparecieron graves desórdenes en la comuna de Châtenoy, que provocaron la inundación de las propiedades ribereñas. Después de una reparación de emergencia, el costo total de las obras en el canal fue abordado de nuevo. Su cantidad se estimó entonces en más de 7 millones de francos.
En 1980, el Prefecto de Loiret propuso al departamento la adquisición de la propiedad del canal por un franco simbólico. Pero esta propuesta no fue aceptada por la asamblea departamental, que todavía esperaba, en ese momento, ver abundar los créditos del Estado y los del establecimiento público regional.
Ante la acumulación y el tamaño del subsidio que se vio obligado a votar en 1982, 1983 y 1984, y al comprobar que el sindicato era técnicamente incapaz de hacer frente a la magnitud de la tarea, el Departamento decidió hacerse cargo de la gestión de todo el trabajo de inversión. El 28 de diciembre de 1984 se firmó un acuerdo entre el Estado y el Departamento por el que se confiaba al Departamento la gestión de la zona del canal durante 50 años. Al mismo tiempo, el Consejo General concluyó un nuevo acuerdo con el sindicato, dejando a este último únicamente con la gestión diaria, por un período de ocho años desde 1985 a 1993. Este acuerdo se renovaría entonces, sobre la misma base.
Desde 1985, además de restaurar las orillas del río, establecer un sendero peatonal y restaurar varias esclusas, el Departamento, en su calidad de autoridad contratante, ha puesto en servicio dos cámpines que ha confiado al sindicato mixto para que los gestione: el camping de l'étang de la Vallée, situado en el municipio de Vitry-aux-Loges, y el camping de l'étang des Bois, en el municipio de Vieilles-Maisons-sur-Joudry.

## Vida en el canal

### Guardas y mantenimiento

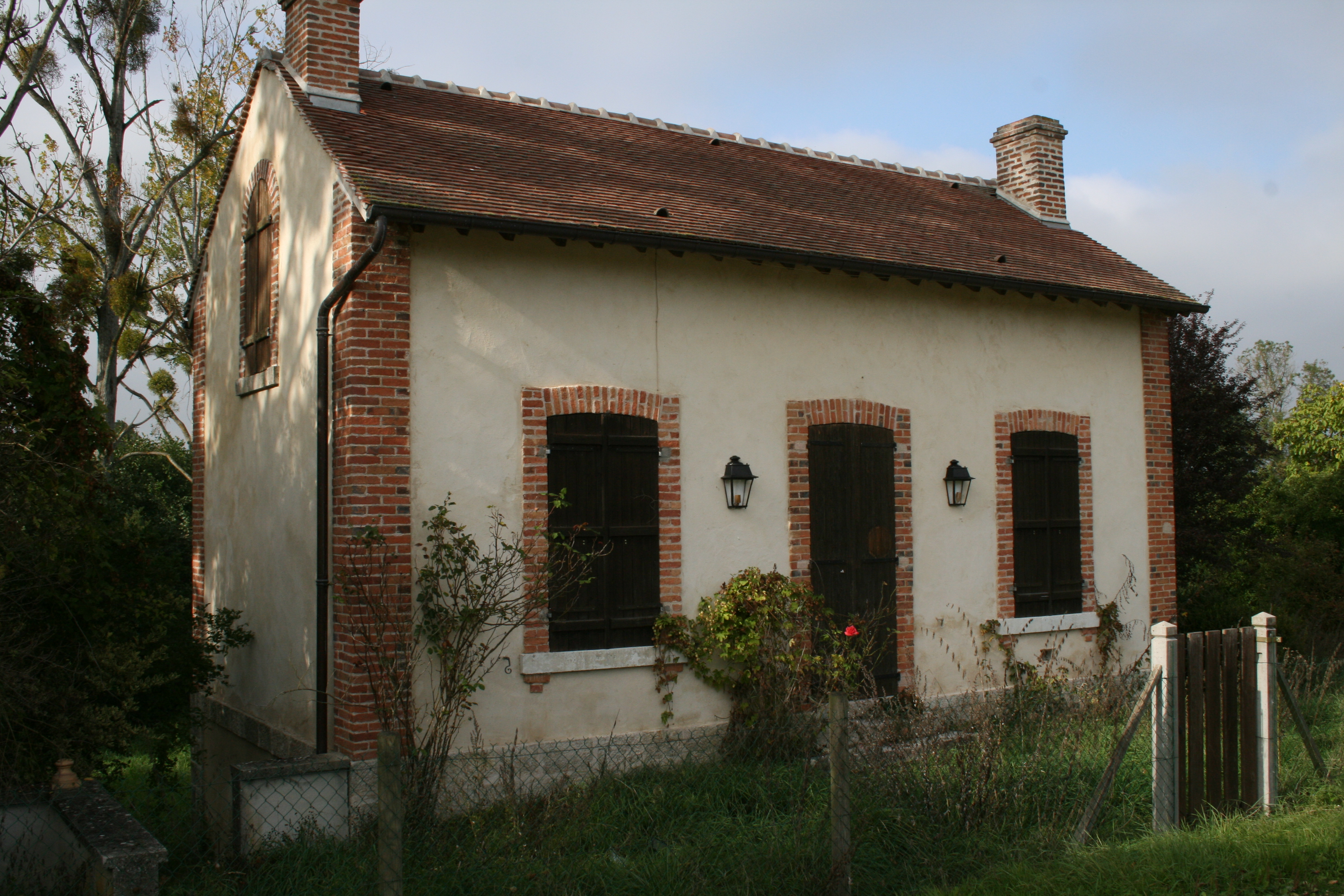
La casa del esclusero de Hateau en el canal de Orleans.

Los guardas de las esclusas se encargaban de facilitar el paso de las embarcaciones que frecuentaban las bahías de desvío: de cinco a veinte por día en ambas direcciones durante los buenos tiempos y durante diez meses, entre principios de octubre y finales de julio, pero solamente durante las horas de luz del día. En general, eran las mujeres las que operaban los mecanismos: cerrando y abriendo las compuertas, drenando el agua a través de las compuertas de las esclusas, los tirantes y los acueductos. En cuanto al marido, por su parte, se ocupaba con mayor frecuencia un puesto de reparador de carreteras y era responsable del mantenimiento de un «cantón», sección del canal más o menos larga según la naturaleza de las tareas a realizar. A menudo se trataba de antiguos artesanos que podían encargarse del mantenimiento del canal, como los canteros y los carpinteros en particular.

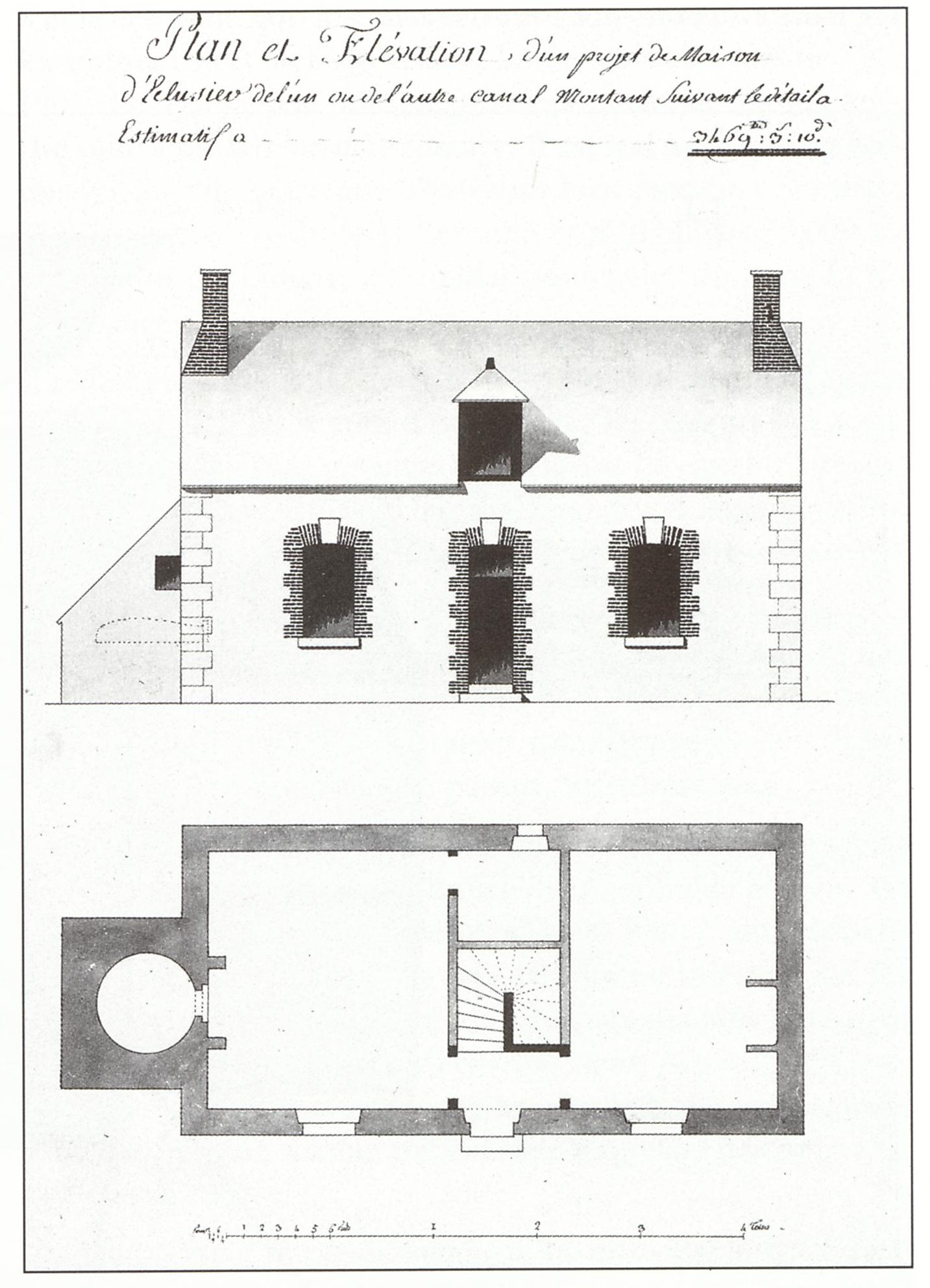
Plano de una casa de un guarda esclusero.

La familia vivía en una casa cerrada, cuyo plan era más o menos el mismo para todas las viviendas. Incluían una gran cocina, uno o dos dormitorios, un gran ático y dependencias anexas. Esto representaba una cierta comodidad, comparada con la única sala de fuego con la que la mayoría de los hogares se conformaban al final del Antiguo Régimen. Estas casas han cambiado poco desde entonces. Algunas ni siquiera han sido modificadas en más de 150 años.
Si los primeros guardas de las esclusas fueron figuras reconocidas, los últimos parecen haber sido muy modestos, porque el salario otorgado por Ponts et Chaussées no se había mantenido a la altura de la inflación vinculada a la Primera Guerra Mundial. El marido seguía siendo un reparador de carreteras empleado en el mantenimiento del canal y encargado de tapar brechas, cortar el césped, controlar las ratas, el funcionamiento de los mecanismos y el sellado de puertas y válvulas.
Con el proyecto de reapertura del canal a la navegación en 2020, volvió a ser necesario maniobrar las esclusas. Pero eso no significó el regreso de los guardas de las esclusas al puesto. De hecho, las esclusas se pueden automatizar y por lo tanto pueden ser operadas por los navegantes, o pueden llamar a un encargado de bloqueo por teléfono que es responsable de operar varias esclusas.

### Barqueros

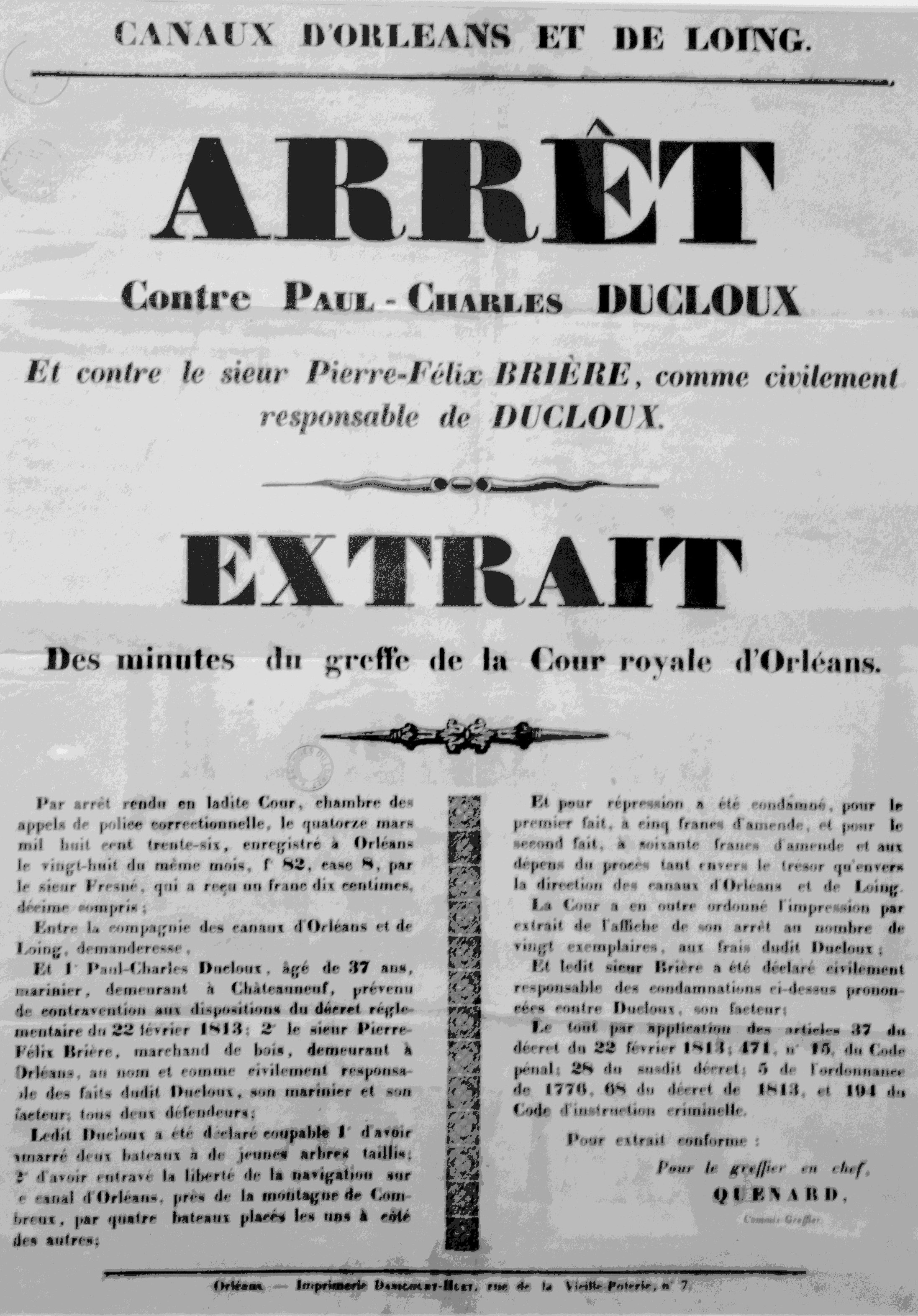
Sentencia de un barquero que obstruyó la libre circulación en el canal

Los barqueros del canal de Orleans eran a menudo reclutados entre los que navegaban por el Loira. Eran independientes, coloridos y grandes amantes del vino. Hubert Pinsseau describe «sus modales violentos, su cacofonía verbal y su vida algo marginal». Sin embargo, la iconografía de principios de siglo los presentó más bien como buenos padres de familia, a veces numerosos, cuyos hijos difícilmente podrían asistir a la escuela.
Recibieron órdenes de transporte de comerciantes que podían ser los propietarios de las embarcaciones o podían dirigir a los que navegan por libre. Estos jefes dirigieron a los barqueros jornaleros establecidos en Orleans y Montargis, y luego en Combleux en la desembocadura del canal. Los barqueros se alquilaban para la travesía del Loira al Sena. Se les pagaba en base a una tarifa plana o por el tiempo que invertían. Cuando el barco no volvía a subir a Orléans, lo cual era muy común durante el siglo XVIII, tenían que caminar de vuelta al punto de partida. Los acompañantes eran alimentados a bordo por el maestro marino y si la comida era racionada, se proporcionaba vino y albóndigas a discreción.
Los barqueros del canal en el siglo XIX evolucionaron lentamente hacia el estatus de pequeños propietarios de una o dos embarcacionesque navegaban entre Orleáns, París, Digoin y en el canal de Berry para los de poca anchura. Tenían que transportar una carga cada vez menos heterogénea y, al final, cada vez más restringida a los productos pesados que les asignaban las bolsas de flete. Esto último duró hasta después de la Segunda Guerra Mundial. Los que quedaron, excepto uno, finalmente desaparecieron unos años antes de su desmantelamiento.
La Marina del Loira experimentó un renacimiento a principios del siglo XXI con el apoyo de las autoridades locales para reafirmar las raíces culturales del departamento en el Loira. Sin embargo, no fue sino hasta la reapertura del canal a la navegación que se volvió a ver a los barqueros en él, orientados, por supuesto, hacia el turismo en lugar del transporte de mercancías.

### Porteadores

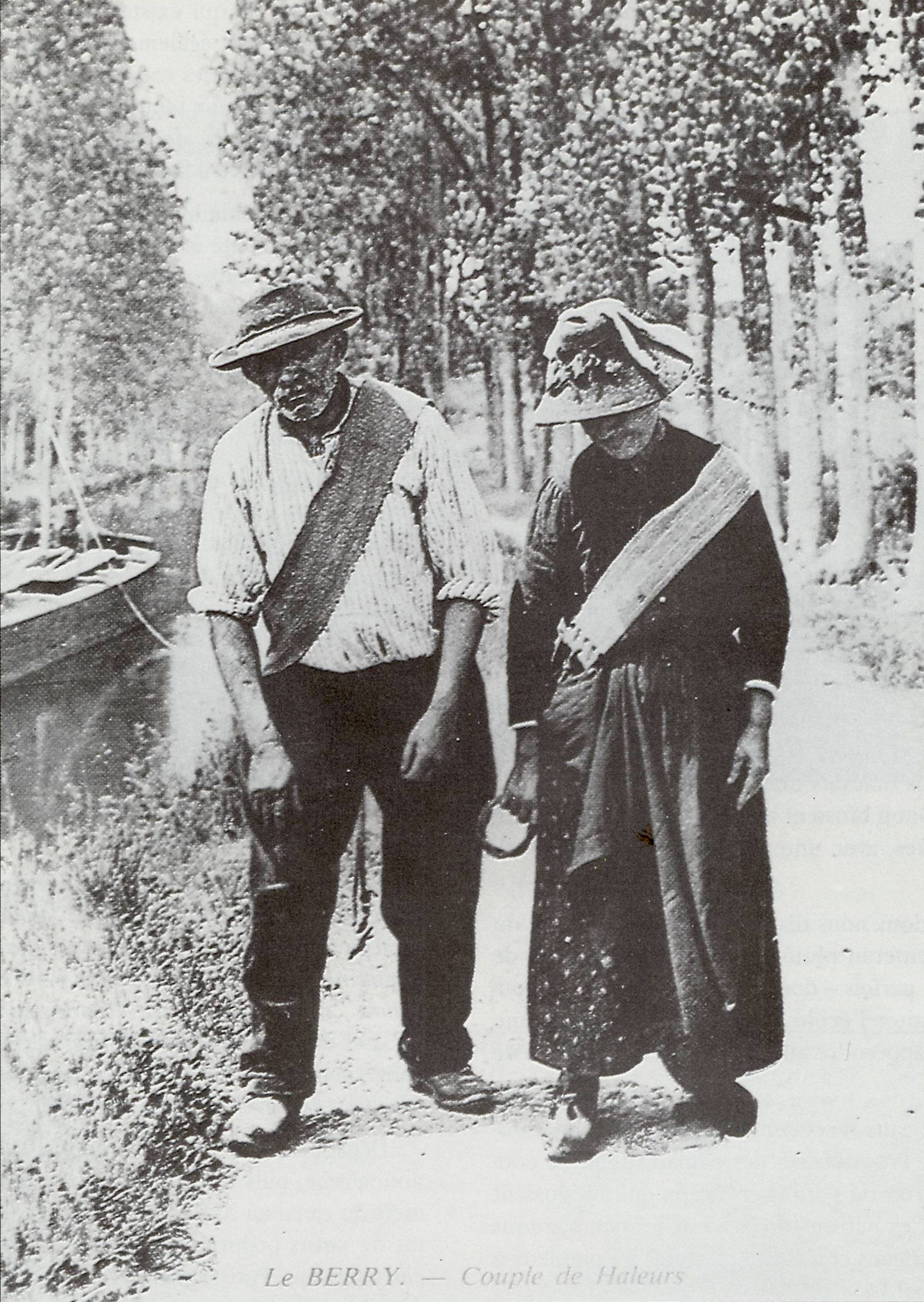
Una pareja de porteadores remolcando una barcaza.

Sin motores ni velas, las embarcaciones subieron por el canal remolcados por el esfuerzo del hombre. Si el portador del Loira hizo un verdadero trabajo al «obligarles» a trabajar porque, a falta de caminos permanentes en la orilla, a menudo tenían que arrastrar los pies en el agua y, cuando subían, a veces tenían que luchar enérgicamente contra la corriente, esto fue también, en menor medida, del portador del canal de Orleans. Sin embargo, el movimiento de la embarcació, caminar contra el viento o contra la corriente del canal en pequeñas inundaciones no eran del todo tranquilo y se hacían por lo menos con dos porteadores. El reglamento exigía que uno de los dos tuviera más de 15 años de edad y el otro más de 25 años. Para las embarcaciones más grandes, siempre que las dos orillas lo permitían, había un portador en cada una, que hizo que durante mucho tiempo se prescindiera de la necesidad de embarcaciones de dirección y de pilotaje.
Este sistema permitió remolcar embarcaciones de entre 40 y 60 toneladas a una velocidad de unos dos kilómetros por hora. Los hombres llevaban una especie de correa llamada «las» conectada a la embarcació por una cuerda o «verdón» de 60 brazas (unos 100 m) de largo y sostenida en el centro por una clavija sujeta a la embarcación. En 1825, un porteador ganaba de 20 a 24 francos por un pasaje del Loira al Sena, es decir, por un trayecto de 120 km realizado en 7 días y de 10 a 12 francos por una tracción de Combleux a Buges realizada en 4 días, lo que correspondía al salario que recibía entonces un trabajador cualificado.
En 1842, un decreto del Prefecto de Loiret autorizó el remolque de caballos por los canales, tanto para acelerar el tránsito como para poner fin a las condiciones de trabajo consideradas demasiado penosas. Pero fueron los asnos de Argelia, y no los caballos, demasiado nerviosos, los que eliminaron gradualmente el remolque humano, excepto en los viajes cortos.

## Las embarcaciones del canal
Es difícil hacer una descripción precisa de las embarcaciones que utilizaron el canal de Orleáns porque, por un lado, hay pocas representaciones de ellas y, por otro, hasta mediados del siglo XIX, ocho de cada diez embarcaciones terminaron su vida al final del primer viaje «desgarradas», es decir, destruidas, porque al no tener que llevar a bordo ninguna carga de retorno, su repatriación fue mucho más costosa que una construcción sumaria hecha con materiales de calidad muy ordinaria. Por último, en las declaraciones de derechos de navegación se mencionan los bienes transportados, pero no la naturaleza de la embarcación, salvo los peces que se transportaban en barcos específicos los llamados bascules à poissons («cisternas de pescado») que los mantenían vivos.

### Barcos del Loira
La apertura del canal ciertamente permitió que los barcos del Loira llegaran a la capital. Sus dimensiones eran variables: de 22−30 m de largo por 3−4 m de ancho y 1,20 m de alto. Esto da un rango de 25 a 30 toneladas de carga útil para un peso en vacío de 5 a 10 toneladas. A lo largo de los años, las barcazas del Loira evolucionaron hacia la barcaza moderna y el gabarot, un tipo de barcaza que todavía navega por el río.
El espejo de popa plano y vertical permitió sustituir el piautre, el gran timón de los barcos del Loira, por un timón recto más ligero e igualmente eficiente con accesorios. El cabrestante dio paso a los engranajes mecánicos, permitiendo que el mástil se bajara más fácilmente. Una proa delantera reemplazó al ascensor y una cabina que permitía la vida a bordo ocupó todo el espacio en la sección de popa. Esto condujo al barco de Nantes, que fue sin duda una de las primeras barcazas en cruzar el canal de Orleans a mediados del siglo XIX.

### Otras embarcaciones
Concebido en un principio para servir a la capital desde el Bajo Loira, el canal de Orleans fue por tanto frecuentado durante casi dos siglos casi exclusivamente por embarcaciones procedentes de las regiones de Anjou y Nantes, la embarcacióones a menudo robustas y que hacían el viaje de vuelta cuando podían cargar una nueva mercancía o volver para recogerla. Tan pronto como el tráfico comenzó a invertirse, aparecieron nuevas embarcaciones, por ejemplo del Yonne y el Centre.
Para transportar más mercancías ligeras (carbón vegetal o cerámica), los barqueros sostenían su carga por medio de contenedores de ramas. En estas primeras barcazas apareció una cabina de popa muy hundida que ocupaba todo el ancho, pero todavía no había una cabina central para los animales, ya que la tracción siempre estaba casi totalmente a «cuello por el hombre».
Estos botes fueron rápidamente reemplazados por flûtes berrichonnes, con un enganche recto reforzado por los característicos «bigotes» y una popa plana que mantenía las dos raquetas direccionales, las cuales podían ser plegadas una sobre la otra o desmontadas si era necesario. Con 27,50 m de largo y 2,60 m de ancho, las barcazas Berry podían aceptar de 1,50−1,80 m de fondo. Esto les permitió transportar hasta 120 toneladas de mercancías. Estas embarcaciones fueron ciertamente las que más usaron el canal después de 1880.

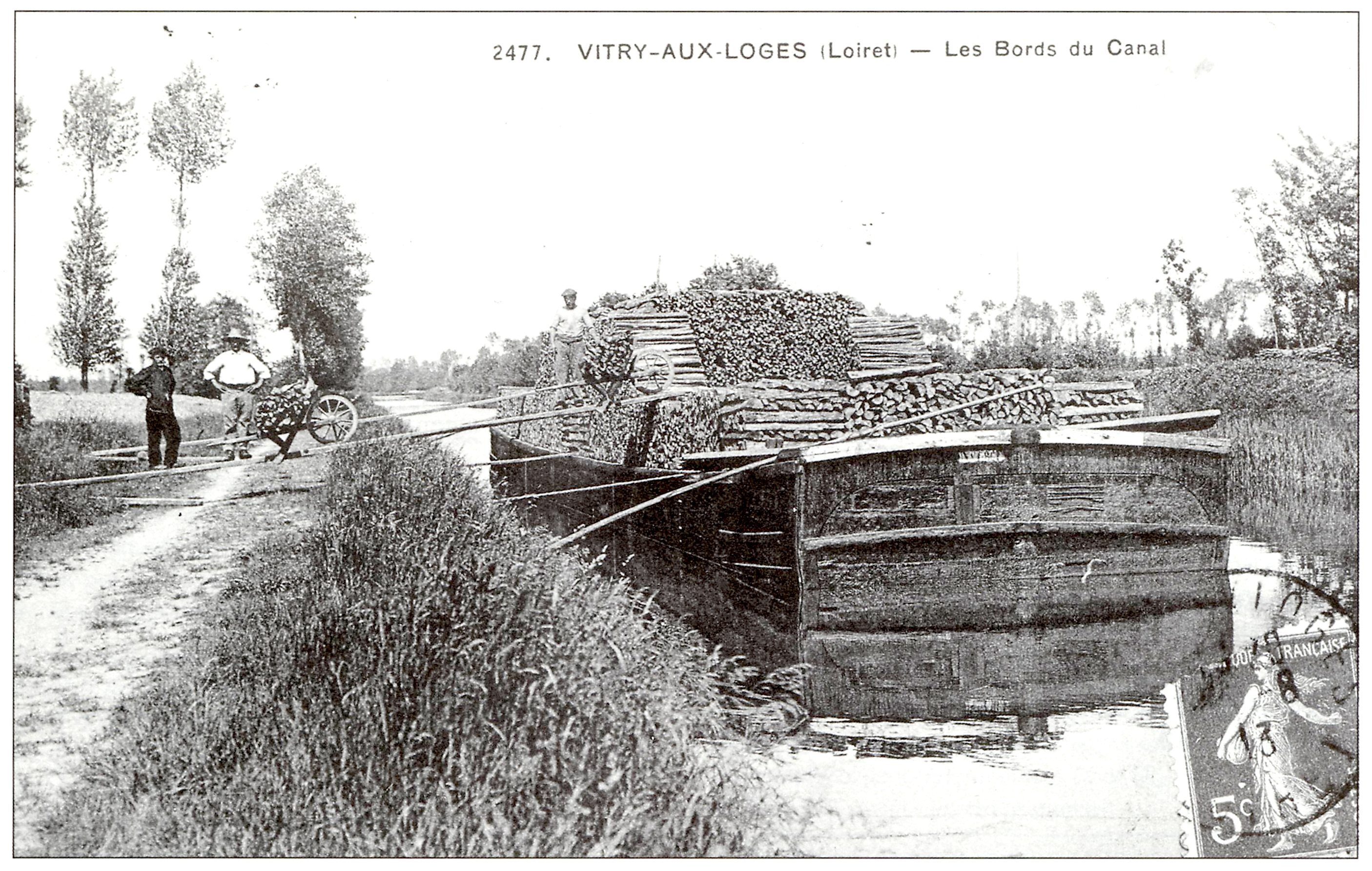
Batard nivernais. Una nave capaz de transportar 120 toneladas de carga.

Las tarjetas postales de la primera mitad del siglo XX también muestran un número de embarcaciones que evolucionaron de la flûte borgoñona y se dirigieron al canal de Orleans después de la construcción del puente del canal de Briare. Estas barcazas, de 30 m de largo debido a las dimensiones de las esclusas de la vertiente del Sena, con una anchura de 5,08 m, podían transportar hasta 150 toneladas con un calado de menos de 1,10 m. Ninguna de estas embarcaciones parece haber estado motorizada o equipada con una timonera.
A fin de valorizar el patrimonio de la navegación interior, la Maison des Loisirs et de la Culture de Vieilles-Maisons-sur-Joudry emprendió en 2007 un proyecto de memoria para recordar la historia local de la navegación y en 2010 empezó la construcción de una flûte berrichonne, así como de uno o varios bachots, pequeñas embarcaciones de 4,5 m de longitud. El lanzamiento fue previsto para el año 2012.

### Embarcaciones de paseo

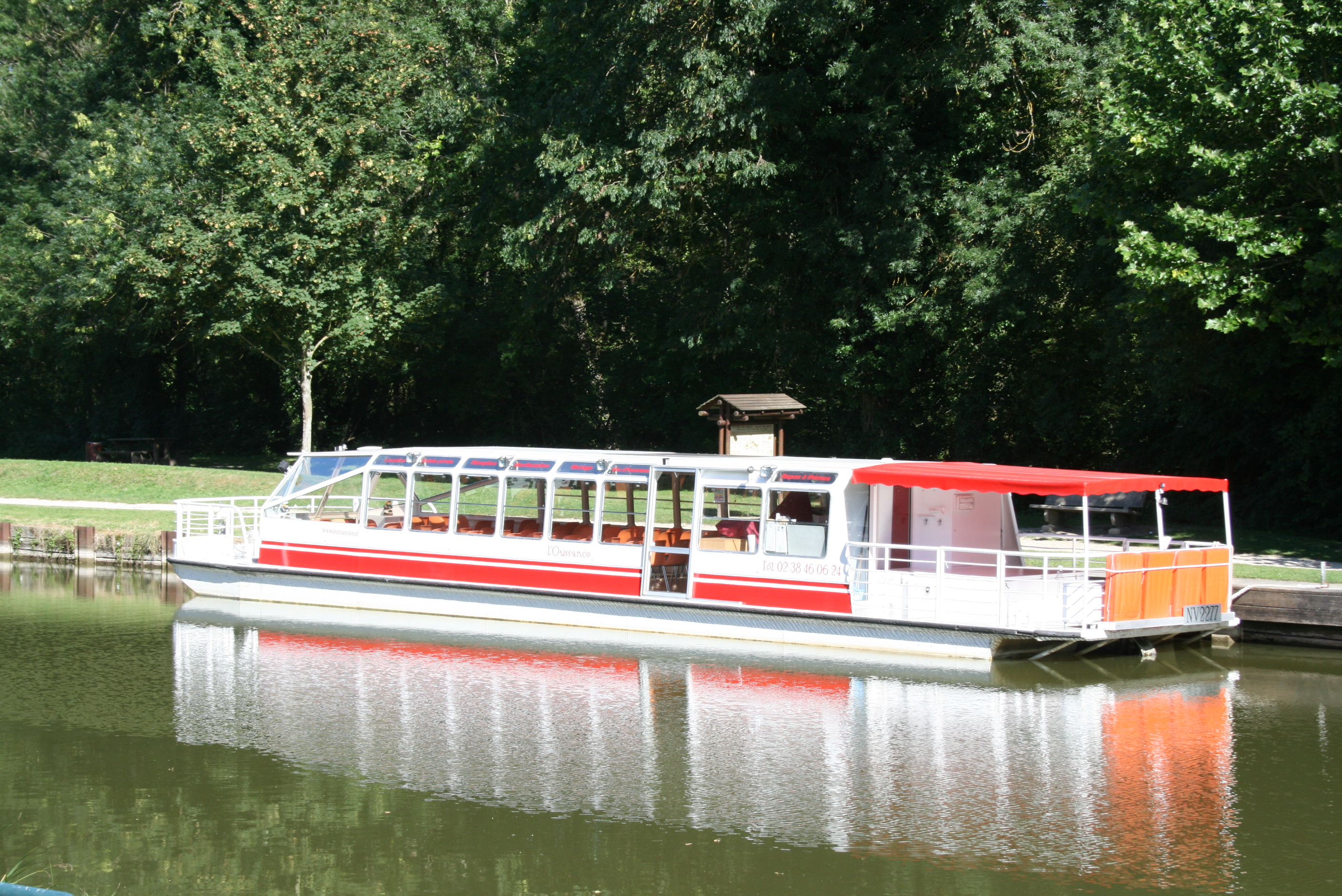
Embarcación de paseo Oussance.

En 1990, el Syndicat Mixte de gestion du canal d'Orléans adquirió una embarcación turística, el Oussance, que puede albergar 100 plazas. Se ofrecen cruceros de dos horas y media entre Fay-aux-Loges y Combleux.
Desde 2009, una nueva embarcación turística, la ANCO (Asociación para la promoción del patrimonio, el turismo y la navegación en el Canal de Orleans), ofrece visitas entre Combleux y Chécy. Es una pequeña embarcación eléctrica que puede acomodar ocho pasajeros.
La ciudad de Châlette-sur-Loing también cuenta con una embarcación turística municipal, la Ville de Châlette (1643 personas fueron transportadas en 2003), que ofrece cruceros de dos horas a un día por el canal du Loing. Esta embarcación debería poder usar el canal de Orléans después de su rehabilitación.

## Obras
Varios tipos de obras están asociadas al canal, principalmente son construcciones vinculadas al sistema de abastecimiento de agua del canal, esclusas, puertos y puentes.

### Suministro de agua

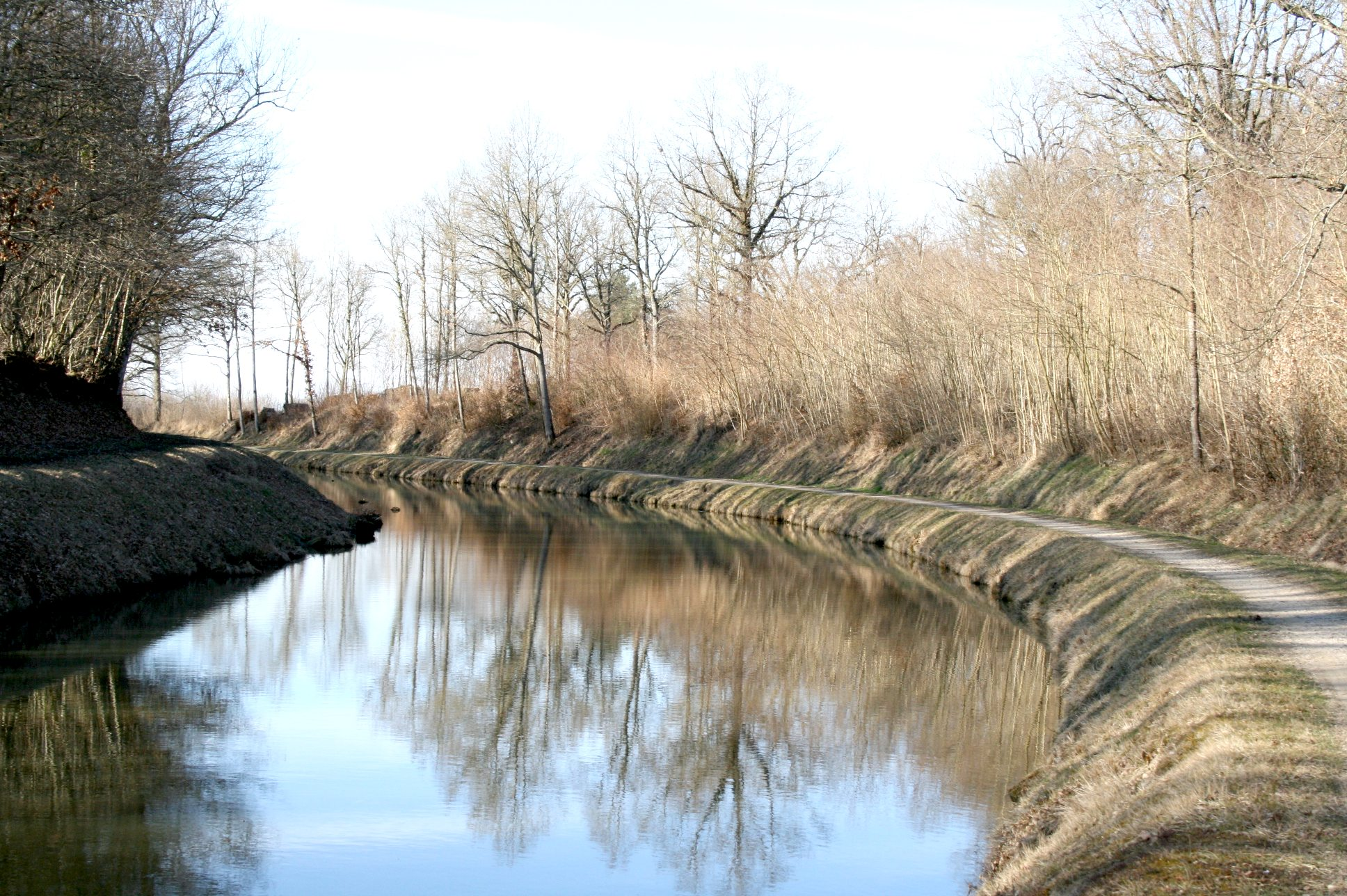
Bahía de desvío, receptáculo de los principales estanques de alimentación.

El canal de Orleans se abastece de agua mediante estanques y barrancos situados aguas arriba y por ciertos cursos de agua que lo alimentan directamente o cuyos lechos se utilizaron para cavar el canal. De hecho, el canal siempre ha tenido problemas de abastecimiento de agua, en parte debido a la variabilidad de las entradas, pero también a grandes pérdidas y, en contra de lo que pensaban los constructores, también a una insuficiente capacidad de reserva. Esto se ve agravado por una relación precipitación/evapotranspiración de 0,50 en el canal de Orleans, en comparación con 0,60 en las regiones naturales de Gâtinais y Puisaye.
Se han reforzado o creado 20 reservas. Los once embalses principales, que consistían en estanques naturales, tenían una capacidad de 3 334 000 m³. Son los de Torcy, Gué-Lévêque, Étang des Bois, Gué des Cens —los tres desembocan en el barranco de Courpalet— y el Noue-Mazone al sur de la vía fluvial. Las de Crot aux Sablons, de Grand Étang, de Brin d'Amour, de Liesses, de La Vallée y de Morches recogieron las aguas de la región septentrional, destinadas sobre todo a sostener la vertiente del Loira.
La capacidad movilizable de los estanques se evaluó en el estudio estratégico encargado por el Consejo General en 2004, y luego se especificó en un estudio hidráulico realizado entre 2008 y 2010. Mientras que la capacidad total de los estanques era en el pasado del orden de 4 300 000 m³, las limitaciones ambientales imponen ahora una gama de mareas mucho más baja en cada estanque. El estudio de 2010 identifica 380 000 m³ como el volumen que puede ser movilizado en los estanques.
Los lechos de los ríos Cens, Oussance y Bézonde, también han sido utilizados por unos 8000 m, llevando así su caudal al canal. El Limetin, y el Huillard, también fluyen hacia las bahías de desvío del Folie y el Buges. Por último, el Joudry, F 4 que, comenzando en Grignon, había abastecido solo o casi en origen al canal Mahieu. Finalmente los barrancos vienen a alimentar los estanques. El más largo es el barranco Courpalet, que se extiende a lo largo de 31,8 km, mientras que la distancia en línea recta entre Torcy, su origen, y el punto donde desemboca en el canal es de 12 km en línea recta.

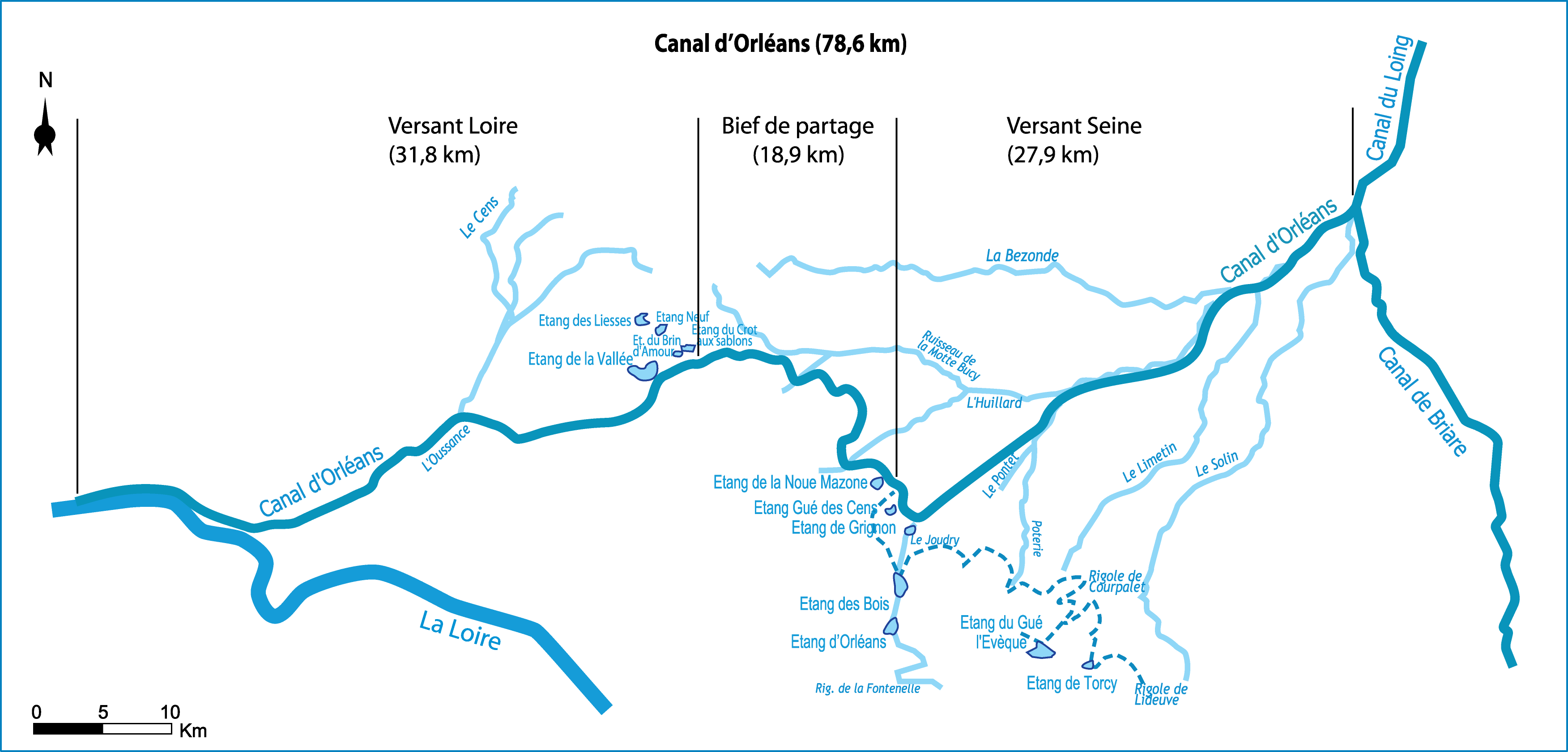
Plano general de abastecimiento de agua —estanques, barrancos, ríos—.

Los caudales de estos ríos son muy variables según las estaciones. Así, el Bézonde ronda los 1,5 m³/s con 0,30 m³/s en septiembre y 3 m³/s en enero, es decir, una relación de uno a diez. El Cens, por su parte, parece estar entre 1−1,2 m³/s, pero con un caudal que, ciertamente, es muy bajo.

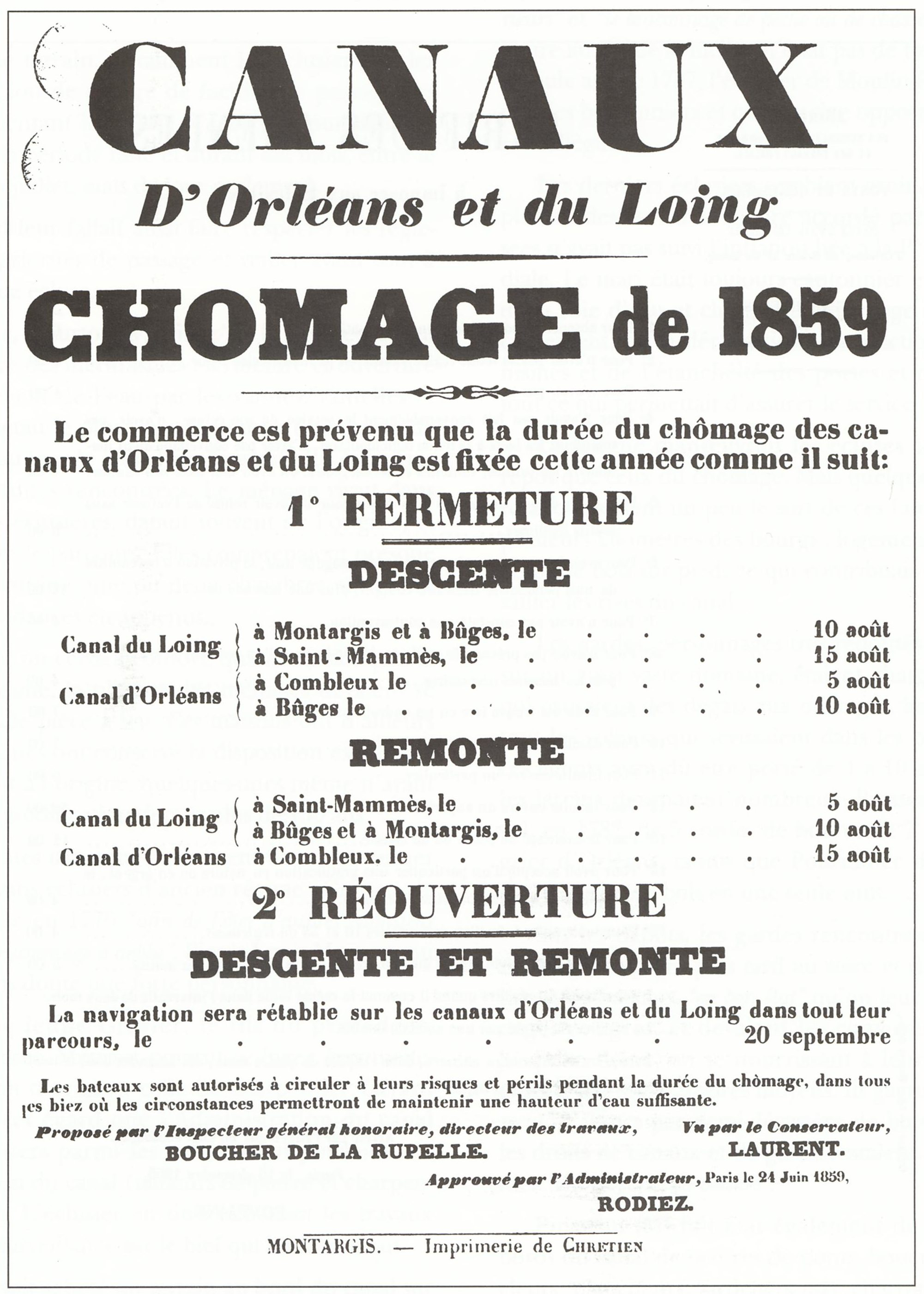
Aviso de fuera de servicio para el canal de Orleans de 1859, desde el 5 de agosto hasta el 20 de septiembre, por falta de agua.

Además, el canal se ha visto afectado desde su creación por pérdidas crónicas debidas a las capas de tierra en las que fue excavado. La vertiente del Sena establecida durante la mayor parte de su curso en los modernos depósitos aluviales no parece haber causado demasiados problemas. Pero algunas inundaciones en el valle bajo de Bézonde han sido, a veces, catastróficas. En cuanto al tramo de división, está excavado en marga y arena que retienen el agua bastante bien, pero para respetar la marca 124 que es la propia en los 19,2 km de su curso, hubo que hacer algunos pasajes en terraplenes y las filtraciones no son raras. Sin embargo, es entre Chécy y Combleux que las pérdidas siempre han sido las mayores.
Si se considera que un bloqueo de esclusas —volumen necesario para elevar el nivel de una esclusa de aire entre los niveles de la cámara delantera y la trasera— es de unos 700 m³, ahora son posibles 830 esclusas de aire a lo largo de un año con el volumen de agua que se puede movilizar, es decir, 415 en cada lado. Basado en un período de navegación de cuatro meses desde mediados de mayo a mediados de septiembre, se pueden operar tres esclusas a cada lado del río todos los días. Un cálculo más fino muestra que son posibles 146 bloqueos en todo el mes de agosto, es decir, 73 en cada lado. El suministro de agua de la cámara delantera no permite, por lo tanto, más de dos desagües o bloqueos por día en cada lado. Sin desarrollo, la navegación comercial normal es imposible.
La central eléctrica de Fay-aux-Loges fue construida para compensar este déficit de agua. Suministró electricidad a las estaciones de bombeo que recargaron la presa. Actualmente está en desuso y parcialmente registrado en el inventario de Monumento histórico de Francia desde el 4 de marzo de 1999.

### Esclusas
El canal comprende un total de 26 niveles de desviación, tramos entre dos esclusas, y 29 esclusas, con una longitud total de 78,65 km. De ellas, 10 niveles de desviación y 12 esclusas están situadas en la vertiente del Loira, mientras que 15 niveles de desviación y 17 esclusas están situadas en la vertiente del Sena. Entre los dos está el nivel de desviación.
El nivel de desvío más larg0 es la de la entrada, de 18,92 km de largo. Los dos más cortos son los que están entre la esclusa de Mid Grignon y la de Bas de Grignon, con 100 m, y el que está entre la esclusa de Bas de Grignon y la de Choiseau, con 170 m. Diez esclusas se concentran en una corta distancia entre las comunas de Coudroy y Presnoy, debido a la significativa diferencia de nivel que se debe recuperar.
El sector de Combleux tiene la particularidad de tener dos esclusas contiguas: la esclusa de Patache es la que históricamente siempre se ha abierto en el Loira y la de la Embocadura que se construyó cuando se amplió el canal a Orleans en 1921.

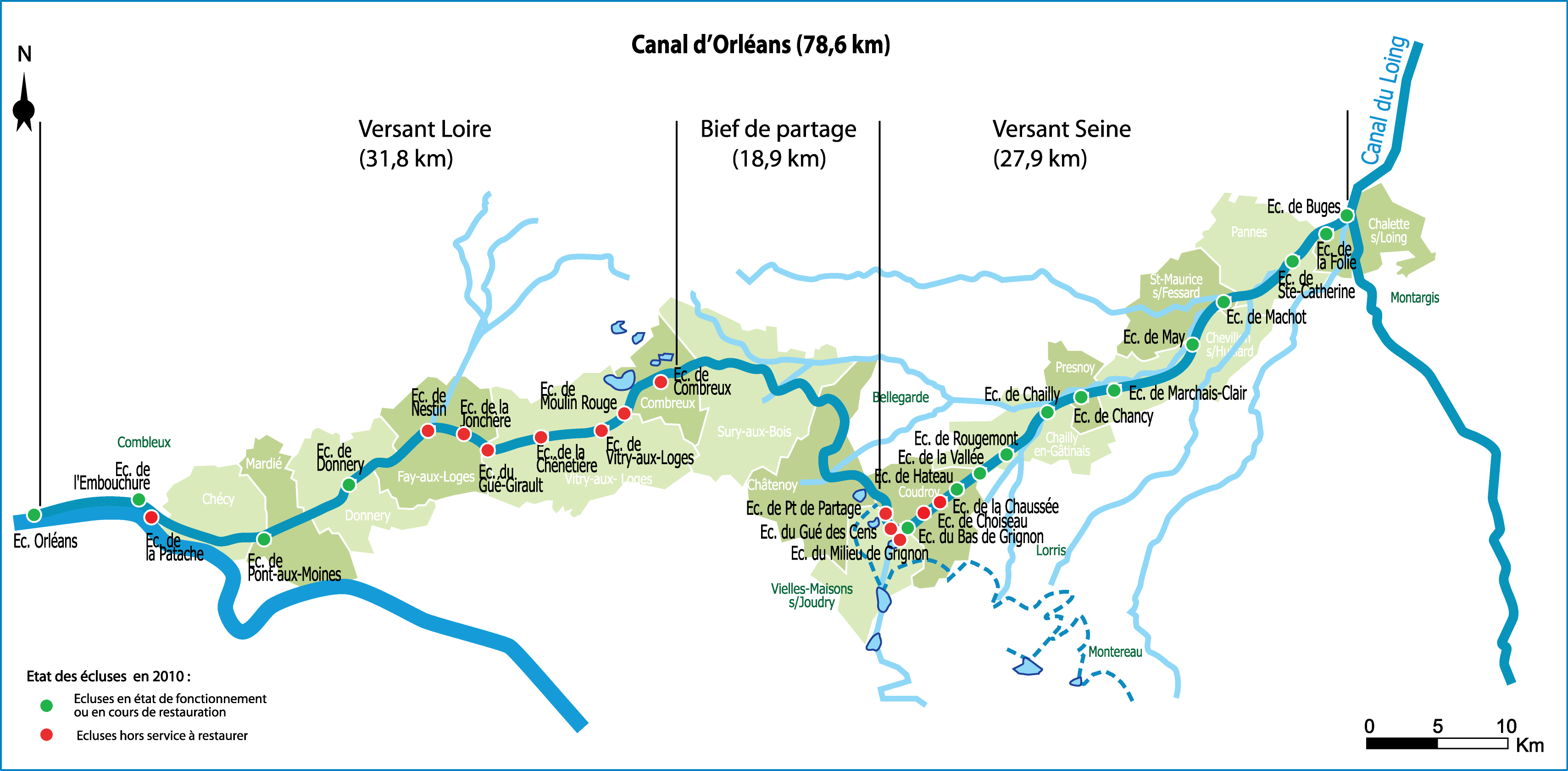
Plano de localización de las esclusas.

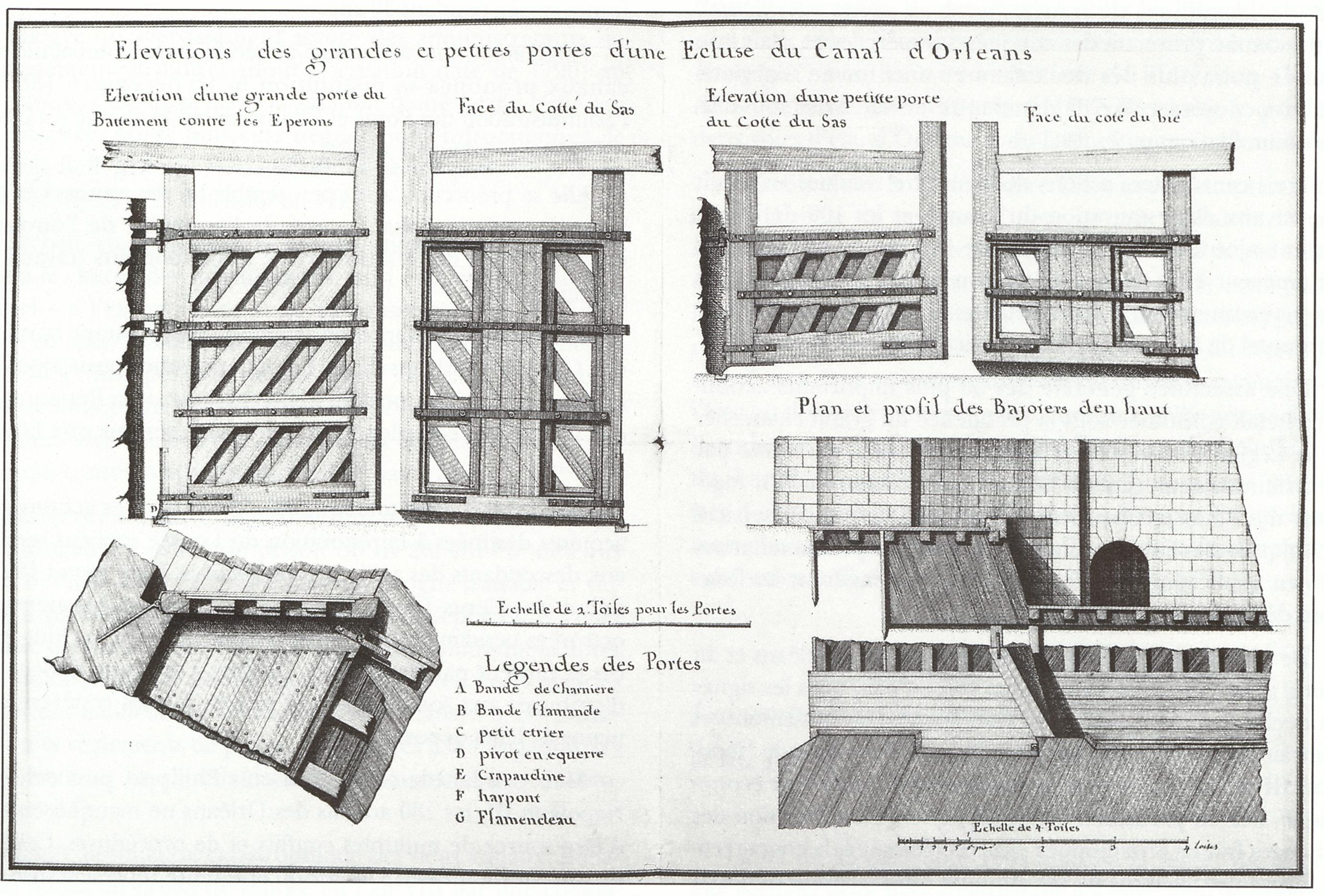
Croquis de las puertas de las esclusas y las paredes laterales del Canal de Orleans en el.

Las esclusas del canal de Mahieu fueron construidas en 1678 de acuerdo con los mismos requisitos de construcción como las italianas de final del siglo XV. La esclusa de aire consiste en dos paredes laterales, las paredes de la esclusa en el fondo, la balsa, y está enmarcada por dos puertas de apertura. A falta de piedras en la región, las esclusas del canal de Mahieu son de madera. Las paredes laterales, la balsa y las puertas son completamente de madera. El boceto a la derecha del texto especifica las diferentes partes que componen la puerta. Las bandas de bisagras son tiras de metal que cubren toda la puerta transversalmente y la unen. Se colocan en bisagras sobre las que pueden pivotar, que a su vez están fijadas a la pared de la cerradura. El pequeño soporte es una tira metálica más corta que se utiliza para asegurar los montantes verticales de la puerta. El pivote cuadrado es un soporte de metal que permite que la puerta se apoye en la parte inferior.
Durante la excavación del canal completo, de 1685 a 1692, las esclusas del canal Mahieu fueron ensanchadas y reconstruidas en piedra y sellada con cal. Las puertas de madera son arqueadas: forman un ángulo apuntado aguas arriba para soportar la presión del agua según un principio similar al de la bóveda, pero aplicado horizontalmente. Tienen una compuerta controlada por una cremallera que permite la evacuación del agua de la esclusa. Las esclusas tienen 31 m de largo y 4 m de ancho. La altura es variable y depende del desnivel a compensar.
En el plan Freycinet de 1879, el canal de Orleáns se consideraba una importante arteria digna de soportar un tráfico interesante y se clasificaba como «línea principal». Como tal, sus estructuras debían cumplir las siguientes normas:
- profundidad del agua: 2 m;
- anchura de las esclusas: 5,2 m;
- longitud de las esclusas: 38,5 m;
- espacio libre bajo los puentes: 3,7 m;.

Las esclusas de Moulin Rouge, Vitry, la Chennetière, le Gué-Girault, Fay-aux-Loges, Donnery y Mardié fueron reconstruidas a estas dimensiones. Entre 1920 y 1935 se realizaron nuevas obras de ampliación. La longitud de las esclusas de Pont-aux-Moines, Donnery, Fay-aux-Loges, la Jonchère y la Chennetière se aumentó a 40,5 m, mientras que la longitud de la Gué-Girault se limitó a 38,5 m.

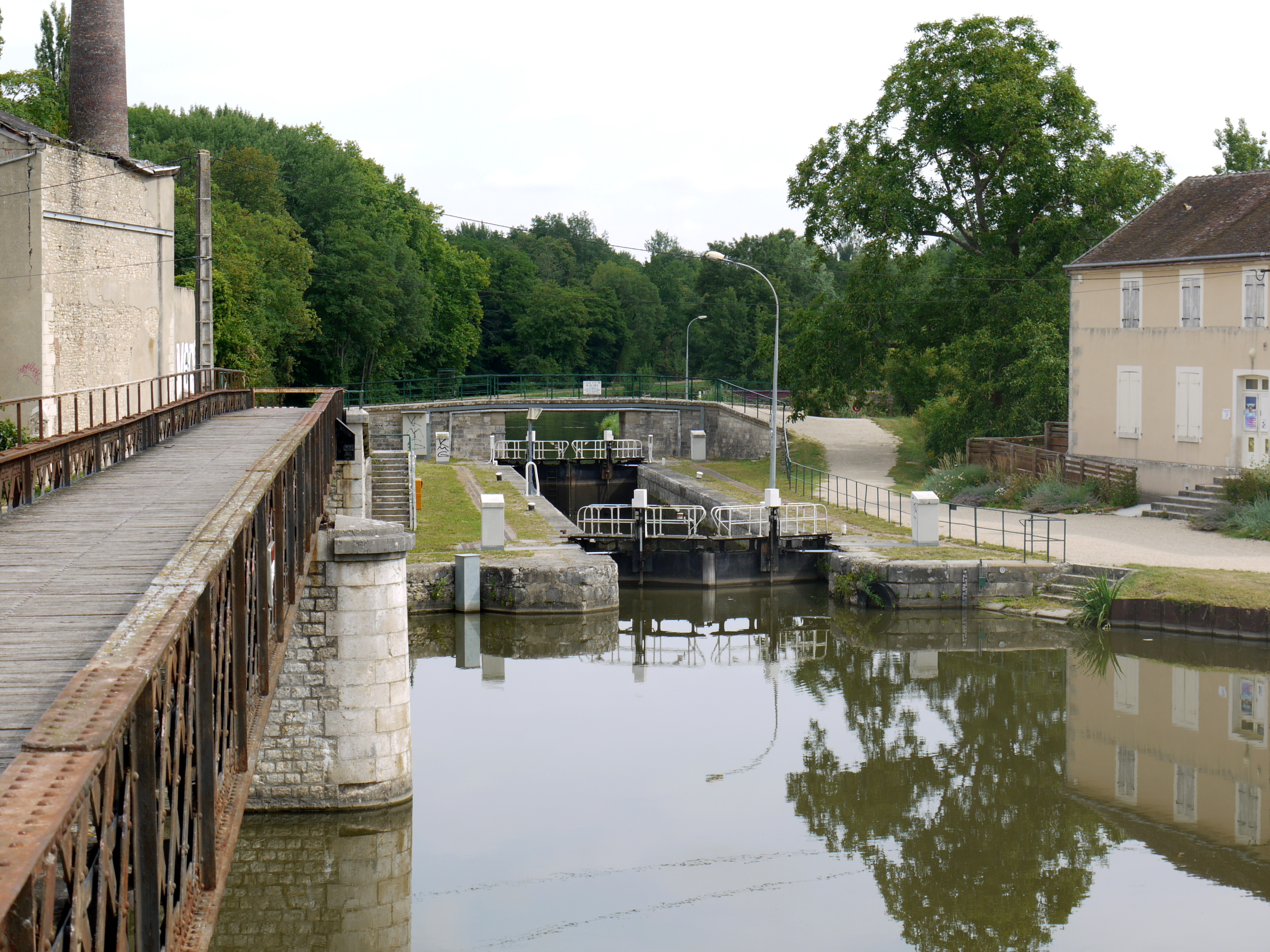
Cruce con el canal de Briare en Buges (municipio de Corquilleroy) cerca de Montargis.
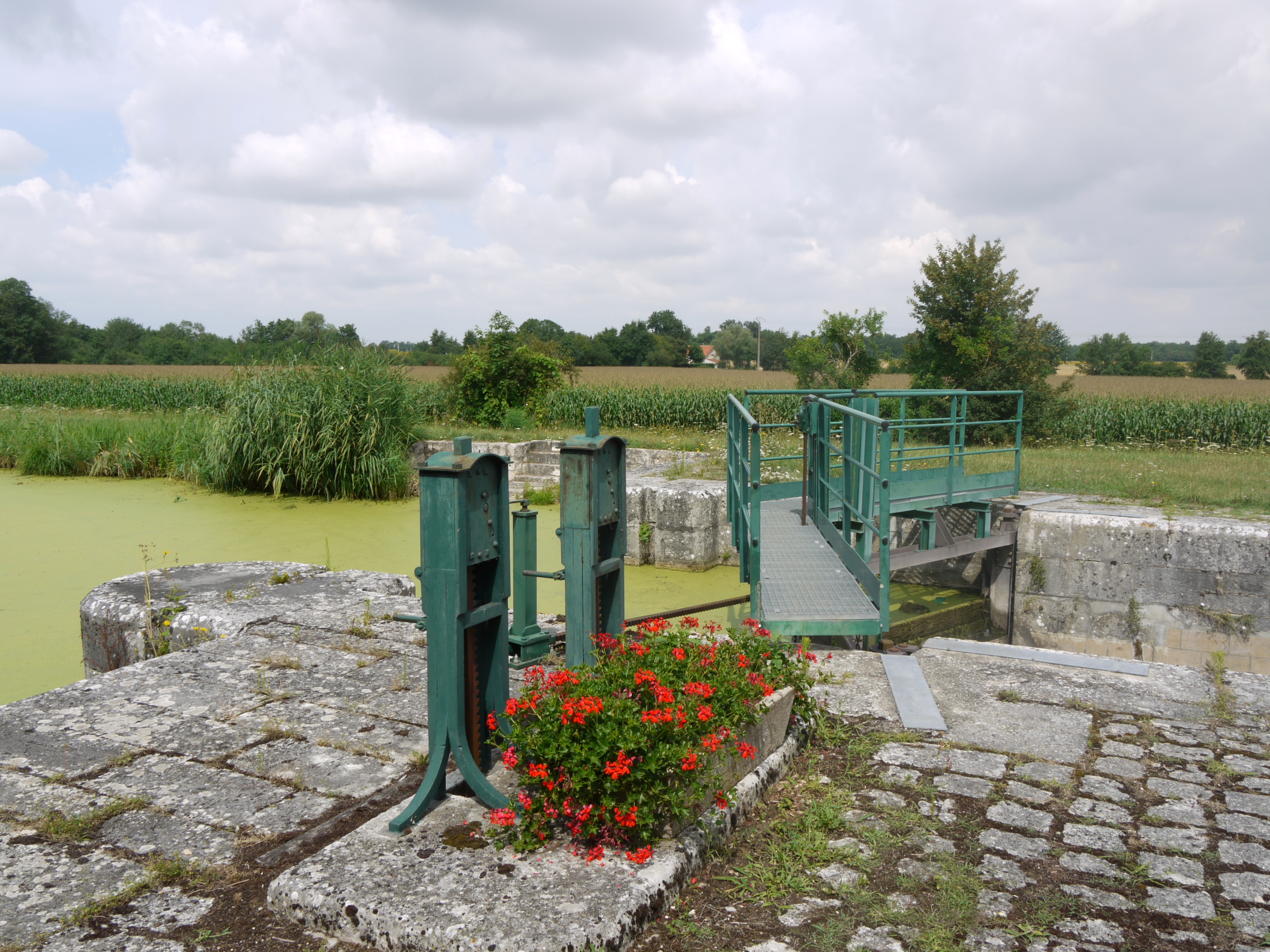
Esclusa cerca de Presnoy.
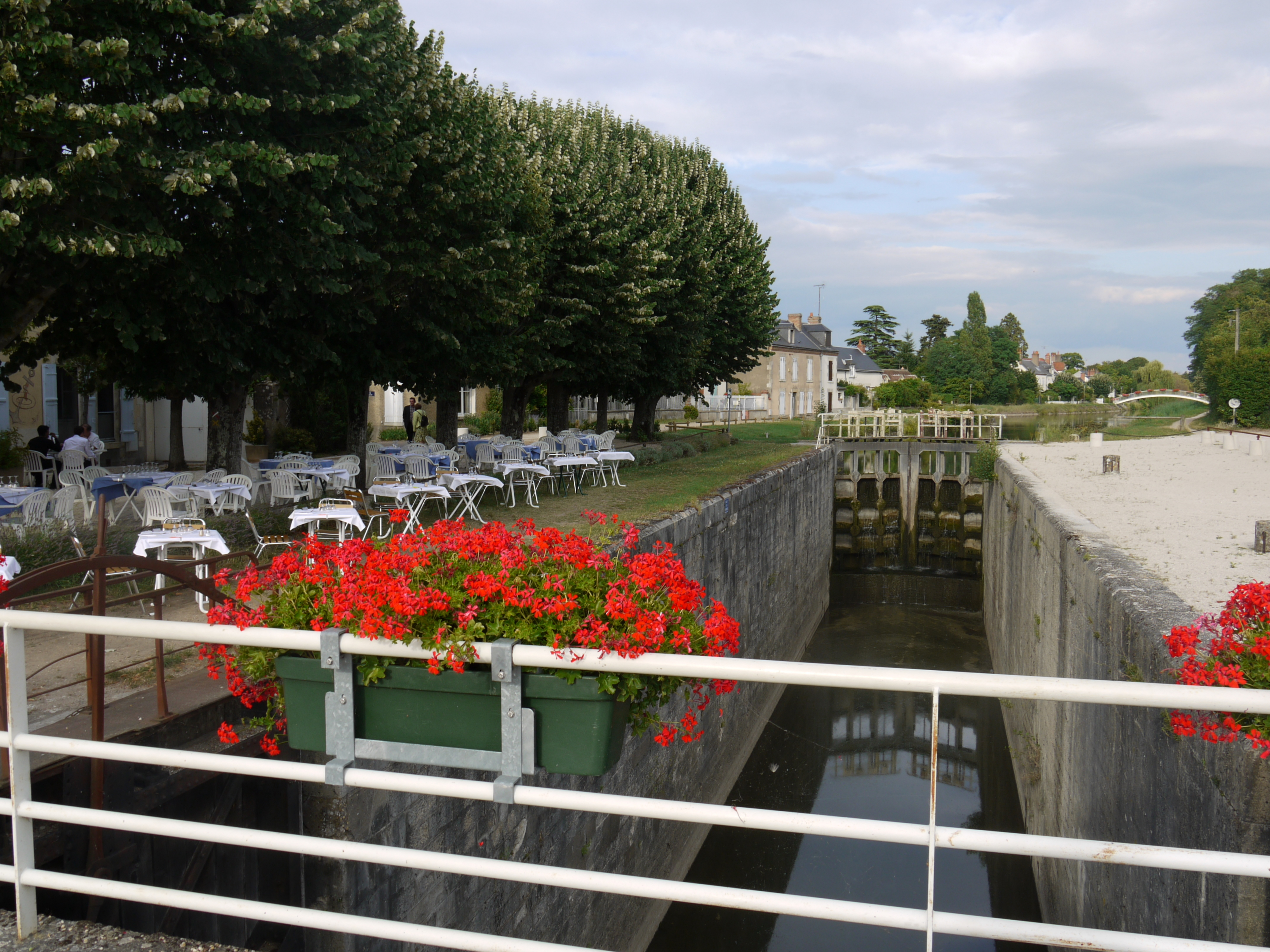
La esclusa de la Patache en la extremidad del canal que desemboca en el Loira.
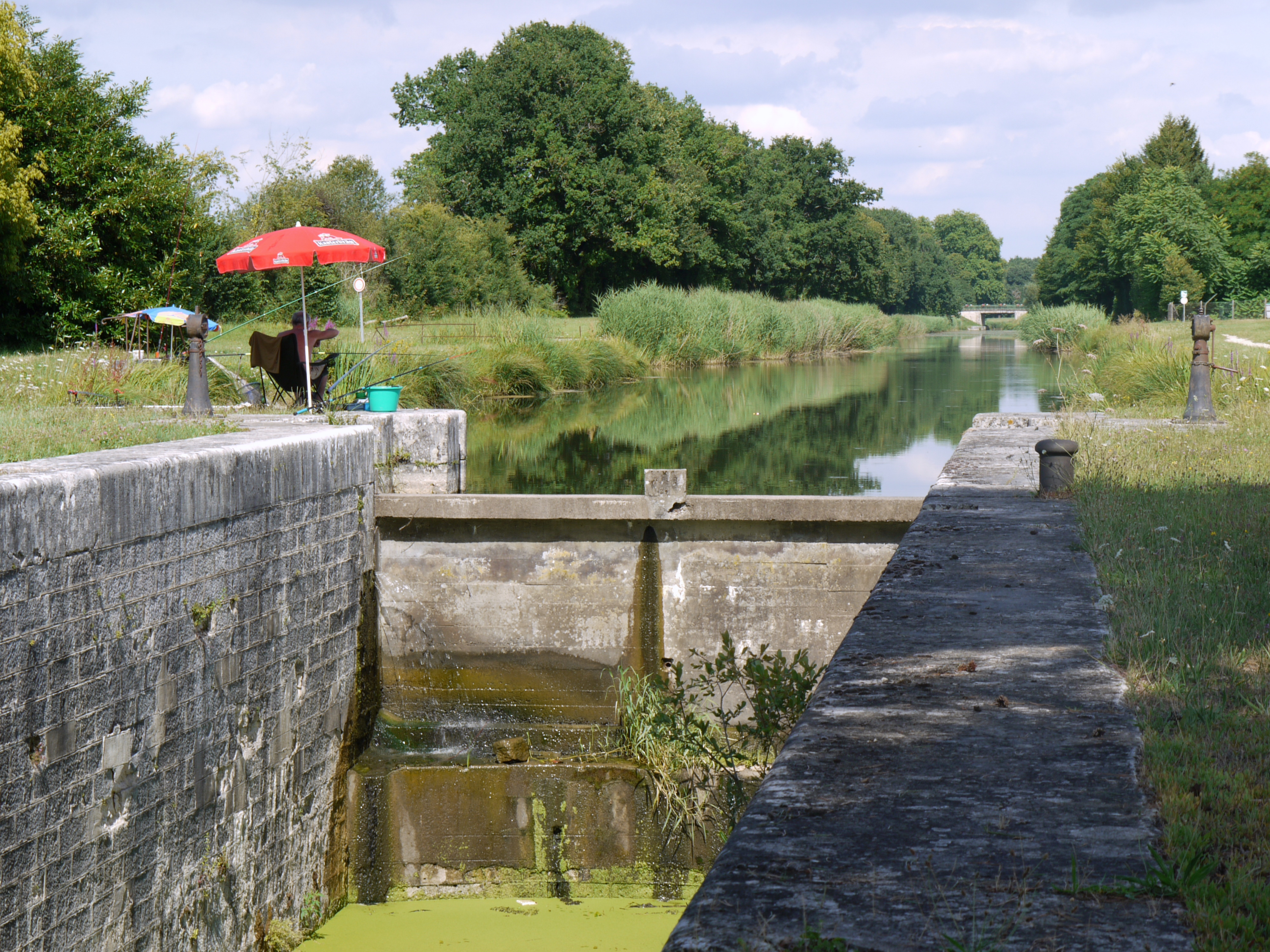
El canal en Combreux.

### Puentes

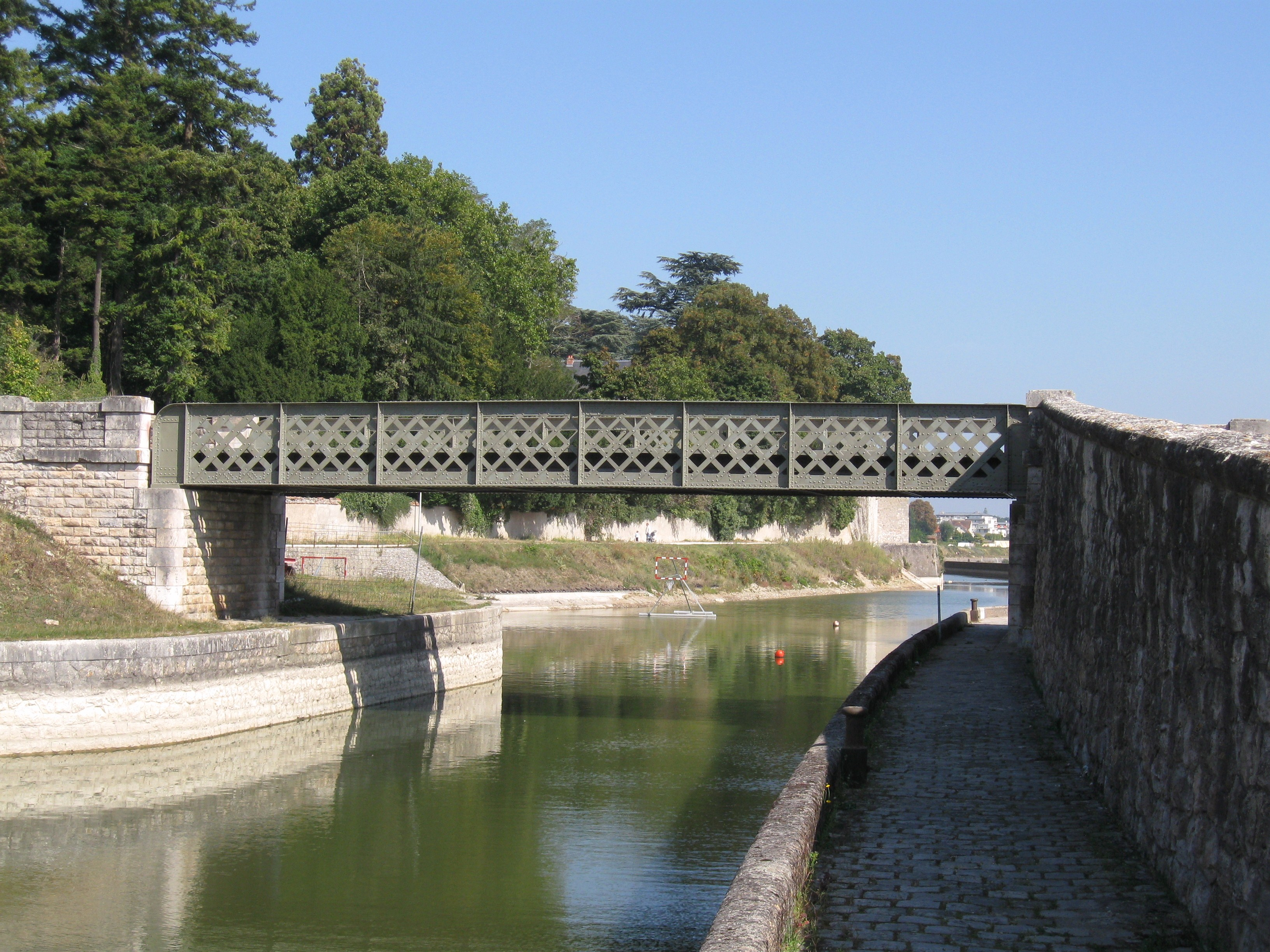
El puente de Saint-Jean-de-Braye.

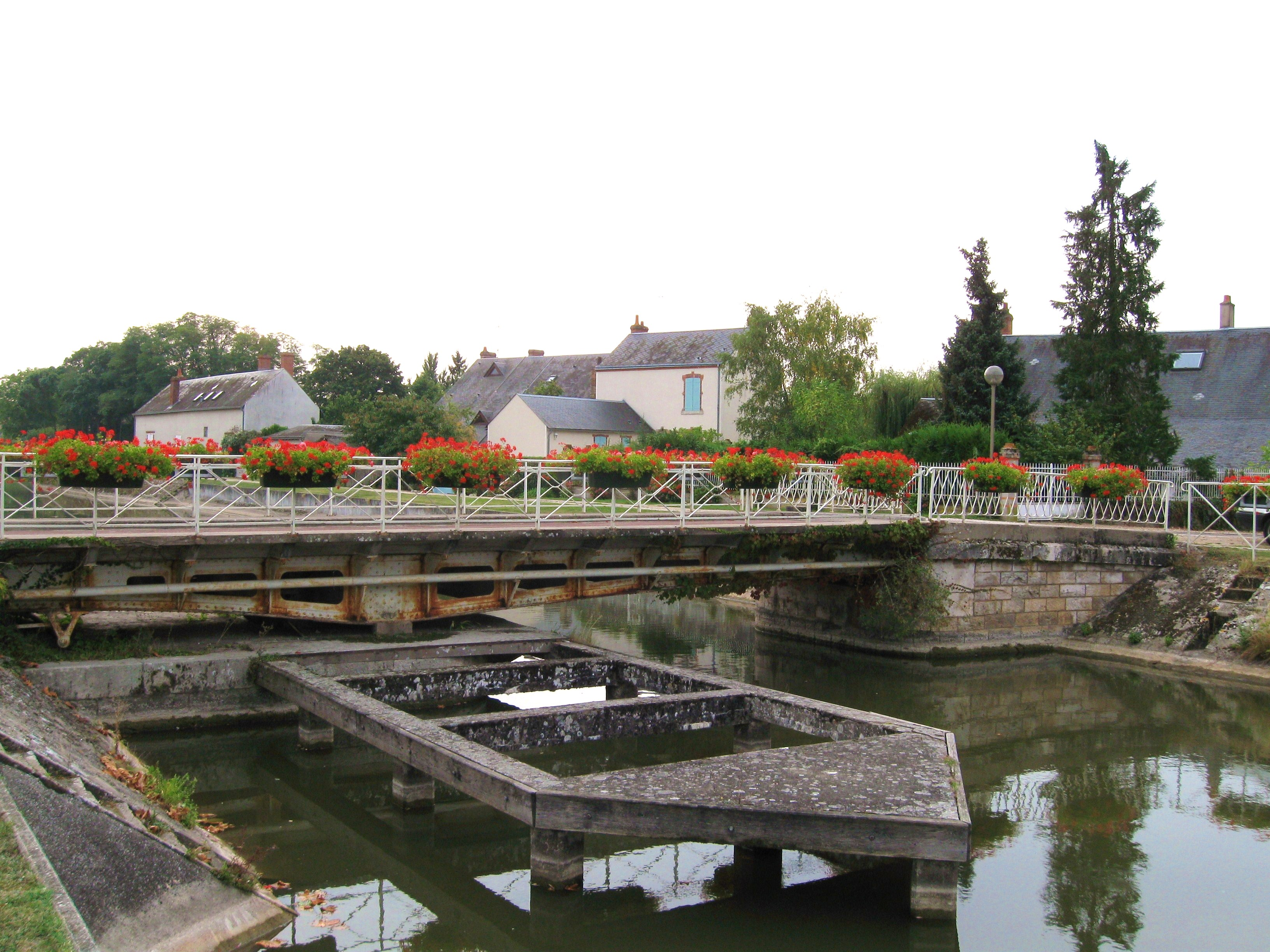
Puente giratorio de Combleux.

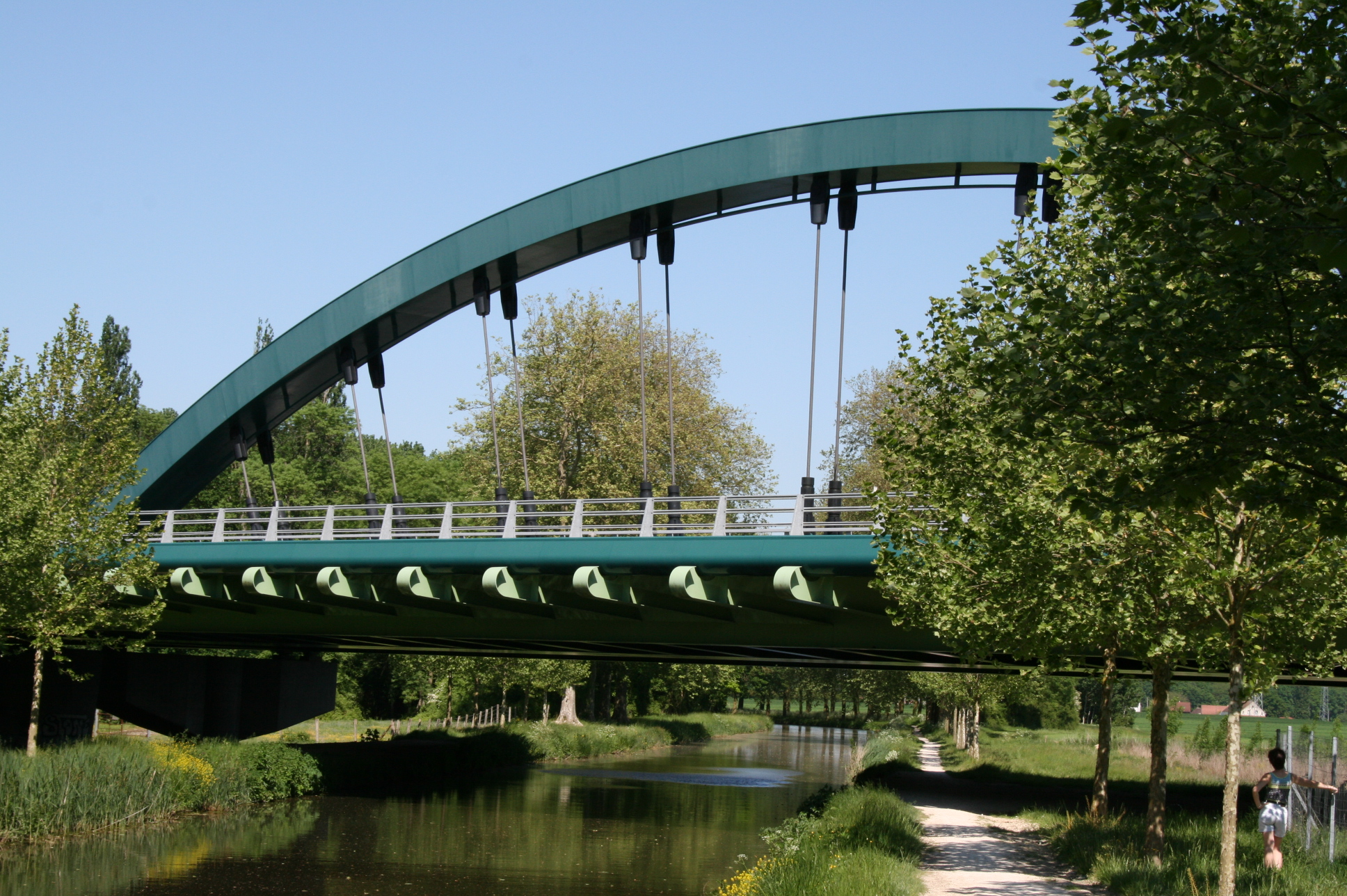
Viaducto de Pannes, diseño del arquitecto Alain Spielmann.

Varios puentes cruzan el canal para permitir la continuidad de las redes de carreteras o ferrocarriles. Entre ellos, ocho están listados en el Inventario Nacional de Monumentos Históricos:
- durante la ampliación del canal de Combleux a Orleans se realizaron tres cruces: el puente de Saint-Jean-de-Braye construido en 1909;[E 8] el puente giratorio de Combleux en 1913,[E 9] y la pasarela de Combleux de principios del siglo XX;[E 10]
- dos puentes de la segunda mitad del siglo XIX son puentes ferroviarios: el viaducto de Pont-aux-Moines está situado en Mardié por el que pasa la línea de Orleans a Gien;[E 11]
- el puente de Pannes lleva la línea de Aubrais - Orleans a Montargis;[E 12]
- el puente de carretera de Chécy construido en el siglo XVIII y parcialmente reconstruido en 1871 y 1928;[E 13]
- el puente de carretera de Combreux que data de 1925,[E 14] y por el que pasa la carretera departamental (RD) 9;
- el puente de piedra del camino de sirga de Chevillon-sur-Huillard, construido en el siglo XVIII.[E 15]

Entre los más originales, el puente giratorio de Combleux es una estructura vial que fue construida en 1913 por los ingenieros Delées y Le Rond durante la ampliación del canal de Combleux a Orleans, realizada entre 1907 y 1921. Su cubierta de cuatro metros de ancho y catorce de largo podía ser girada para permitir el paso de las embarcaciones en el canal.
La cubierta de madera fue reemplazada en 1953 por una cubierta de hormigón vertida sobre la estructura metálica, impidiendo así cualquier movimiento de la estructura. Esta estructura, que era un obstáculo para la reapertura a la navegación de recreo, requería una importante rehabilitación y trabajos de sustitución estructural.
El viaducto de Pannes es un puente en arco —puente de arco atirantado— que permite a la autoroute A77 cruzar el canal y el río Bézonde en el territorio del municipio de Pannes. Es original porque tiene un único arco central con perchas radiantes. En el momento de su construcción, junto con el viaducto de Briare, era la obra de este tipo con mayor luz de Europa (86 m). Fue clasificado por la oficina técnica para el uso del acero (OTUA) como la obra de construcción metálica más bella de Francia en el año 2000, en la categoría de obras de ingeniería civil.

Puentes incluidos en el inventario de monumentos históricos
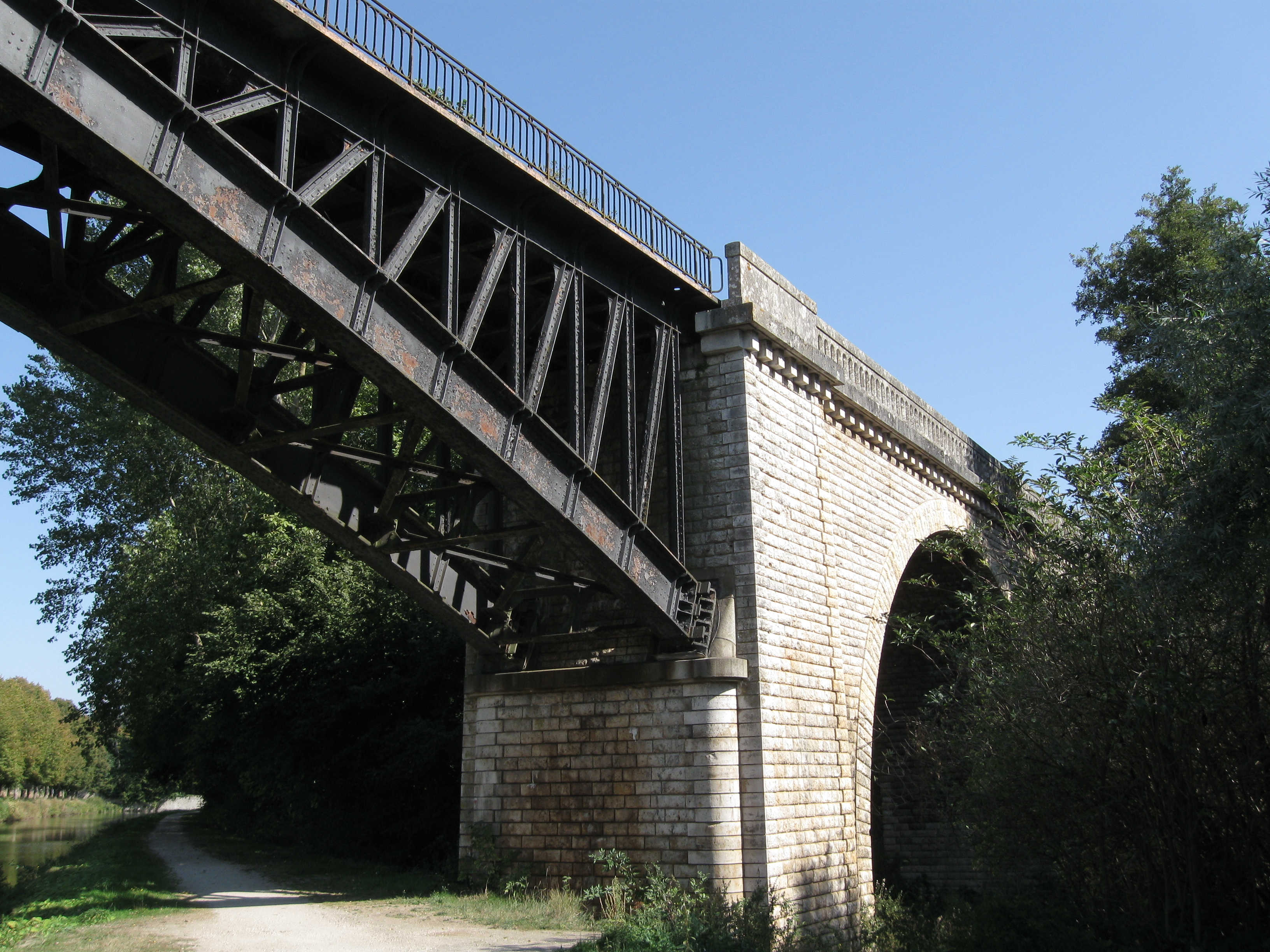
Viaducto Pont-aux-Moines, Mardié.
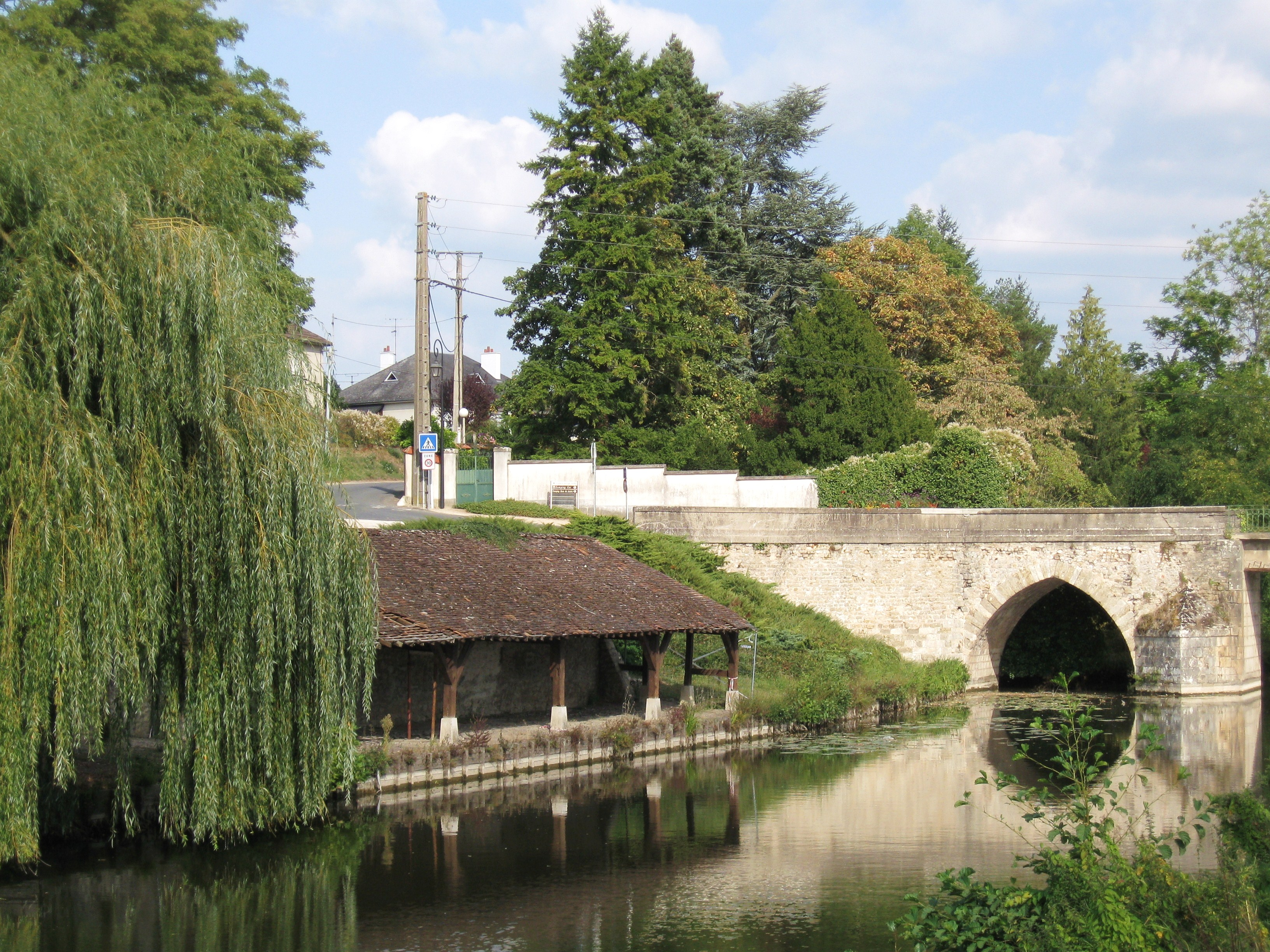
Puente de Chécy.
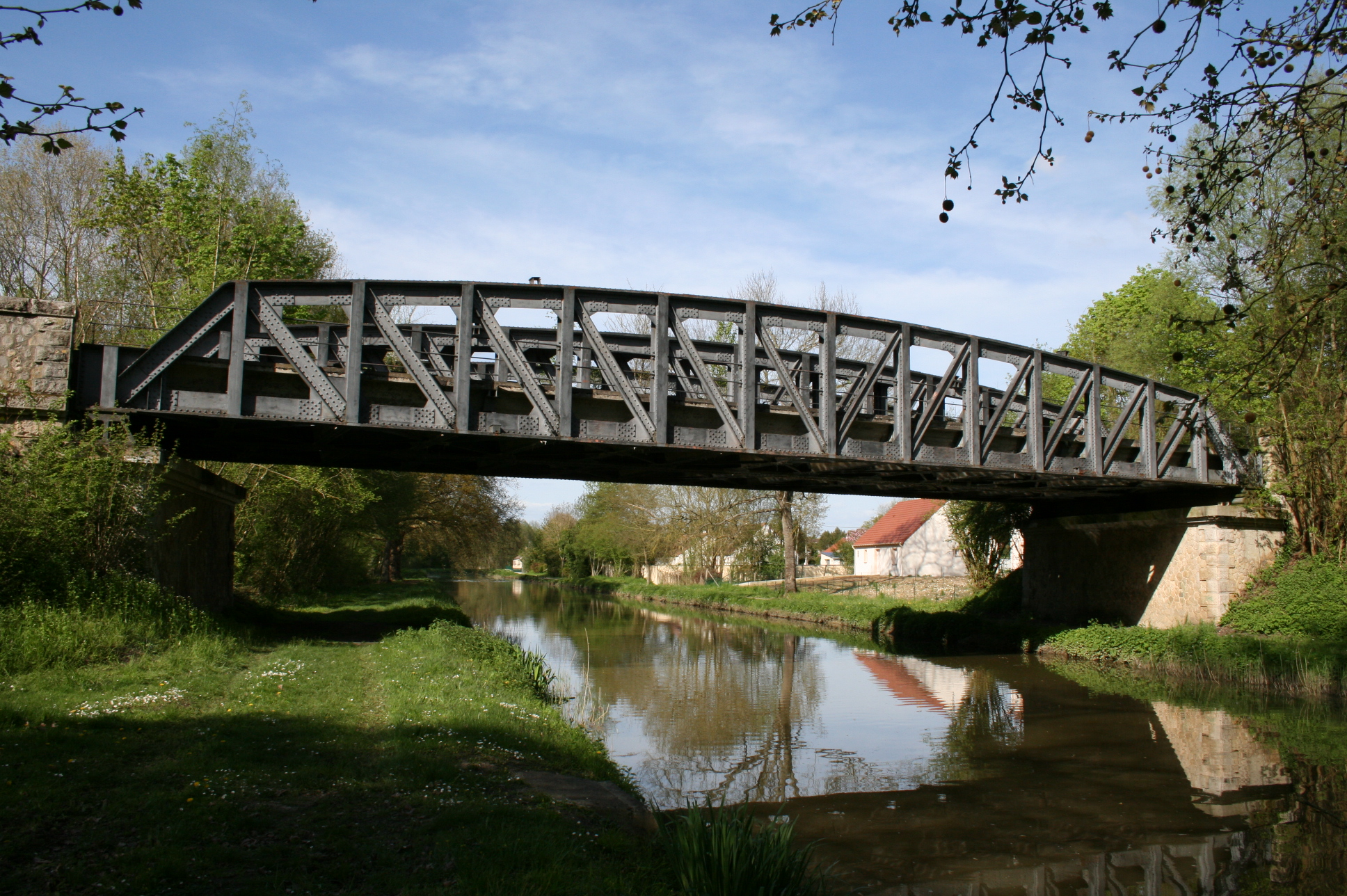
Puente ferroviario de Pannes.
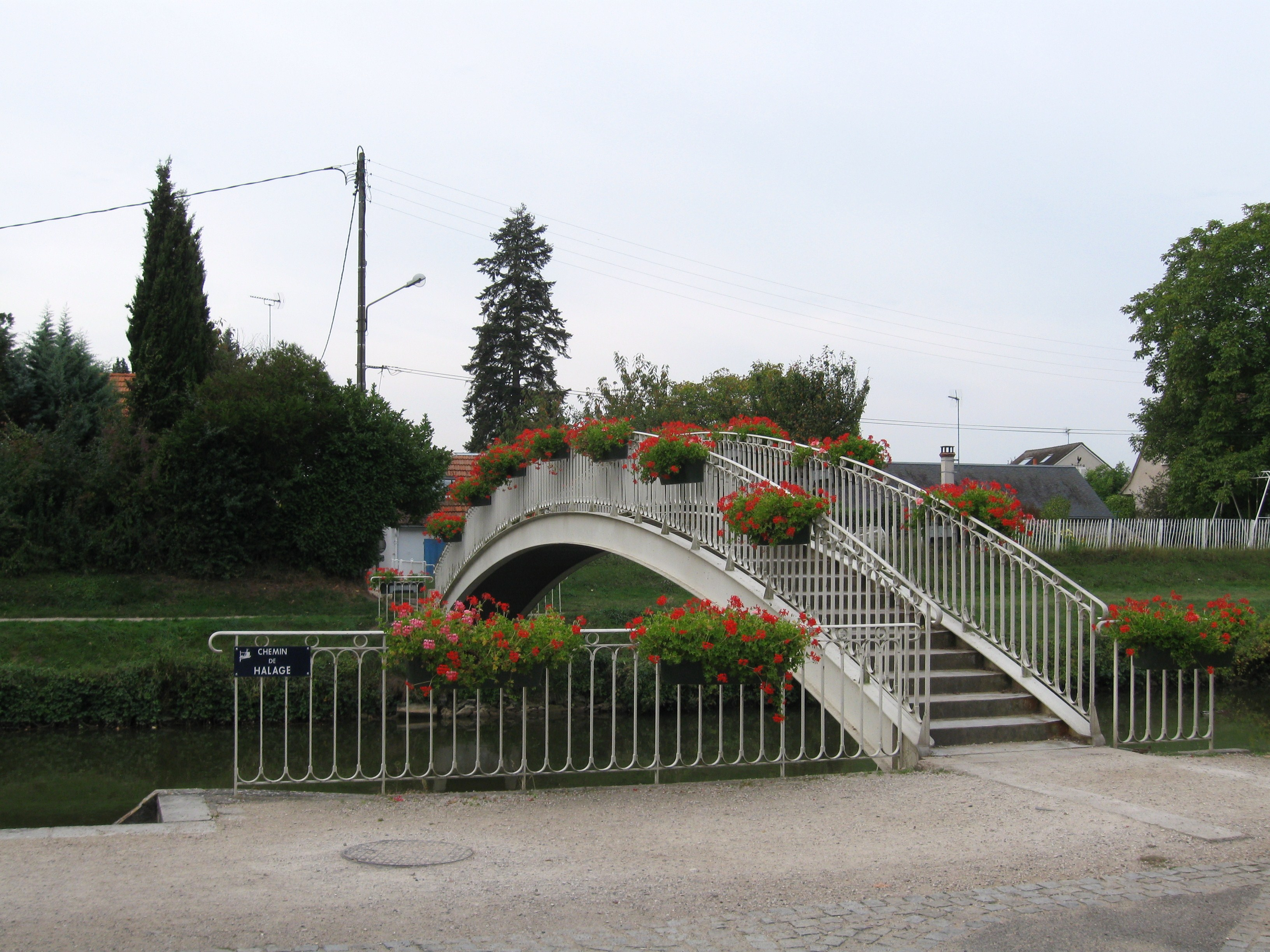
Pasarela de Combleux.

Además, otras estructuras permiten que los ejes viales atraviesen el canal: el RD 960 en Mardié, la tangencial de Orleans o la carretera nacional (RN) 60.y el RD 709 en Donnery, el RD 11 y la ruta de Nestin en Fay-aux-Loges, la ruta de la Chênetière (dos cruces) y el RD 137 en Vitry-aux-Loges, la ruta de la Vallée en Combreux, la RD 909 y 114 y la RN 60 en Sury-aux-Bois, dos carreteras municipales en Chatenoy y una en Coudroy, la RD 488 en Vieilles-Maisons-sur-Joudry, la RD 44 nuevamente en Coudroy, dos carreteras municipales y el RD 963 en Chailly-en-Gâtinais, el RD 38 en Presnoy, la ruta de Saint-Maurice en Chevillon-sur-Huillard, la RN 60 y la RD 38 en Saint-Maurice-sur-Fessard, la rue du pont de Feuillet y RD 94 hasta Pannes, una carretera municipal y RD 40 hasta Châlette-sur-Loing.

### Puertos
El puerto de Fay-aux-Loges se utilizó por primera vez para transportar los productos de la fábrica de vidrio que funcionó de 1710 a 1740, así como materiales básicos y combustible. Más tarde, piedra, caliza de Beauce, cal de sus hornos, arena, madera y finalmente vino de la región, también fueron enviados.
El puerto de Pont-aux-Moines fue creado en 1774 y el de La Potterie cerca de Donnery en 1776. Estos últimos embarcarán en particular vinos de la región de Orleans, materiales de construcción y madera del bosque. Al mismo tiempo, Grignon, Chailly y Chancy fueron equipados con un muelle de mampostería, más eficiente. El puerto de Combleux fue desarrollado en 1777, mientras que el puerto de Ardoise en Chécy permitió, a partir de 1783, el desembarco del material angevino.
La creación de estos puertos en los años 1770 y 1780 no fue arbitraria. Correspondió a un período en el que el consumo de vinos comunes se había generalizado en la capital. Sin embargo, los vinos de la cercana Orleans cumplían con los criterios de bajo precio y calidad mediocre que los convertían en la bebida popular de París. Donnery y Fay-aux-Loges concentraron la producción regional y la reexportaron: 90 barcos entre ambos en 1792, 86 en el año 1797-1798, 87 en 1811. Luego vino la competencia de Pont-aux-Moines, que en 1811 envió a París el equivalente a más de 40 grandes barcos, cada uno cargado con 200 toneles. Sin embargo, la presencia de arena y piedra caliza de Beauce seguía favoreciendo a los dos primeros pueblos mencionados, que en 1792 exportaron 54 embarcaciones de mampostería y en 1811, todavía 36 (9 y 27), a pesar de las circunstancias.
Aparte de estos tres puertos, es obvio que solamente los de Combleux, Chécy (más tarde), Vitry, Combreux, Grignon y Chailly, situados en los pueblos, participaron realmente en la vida navegable.

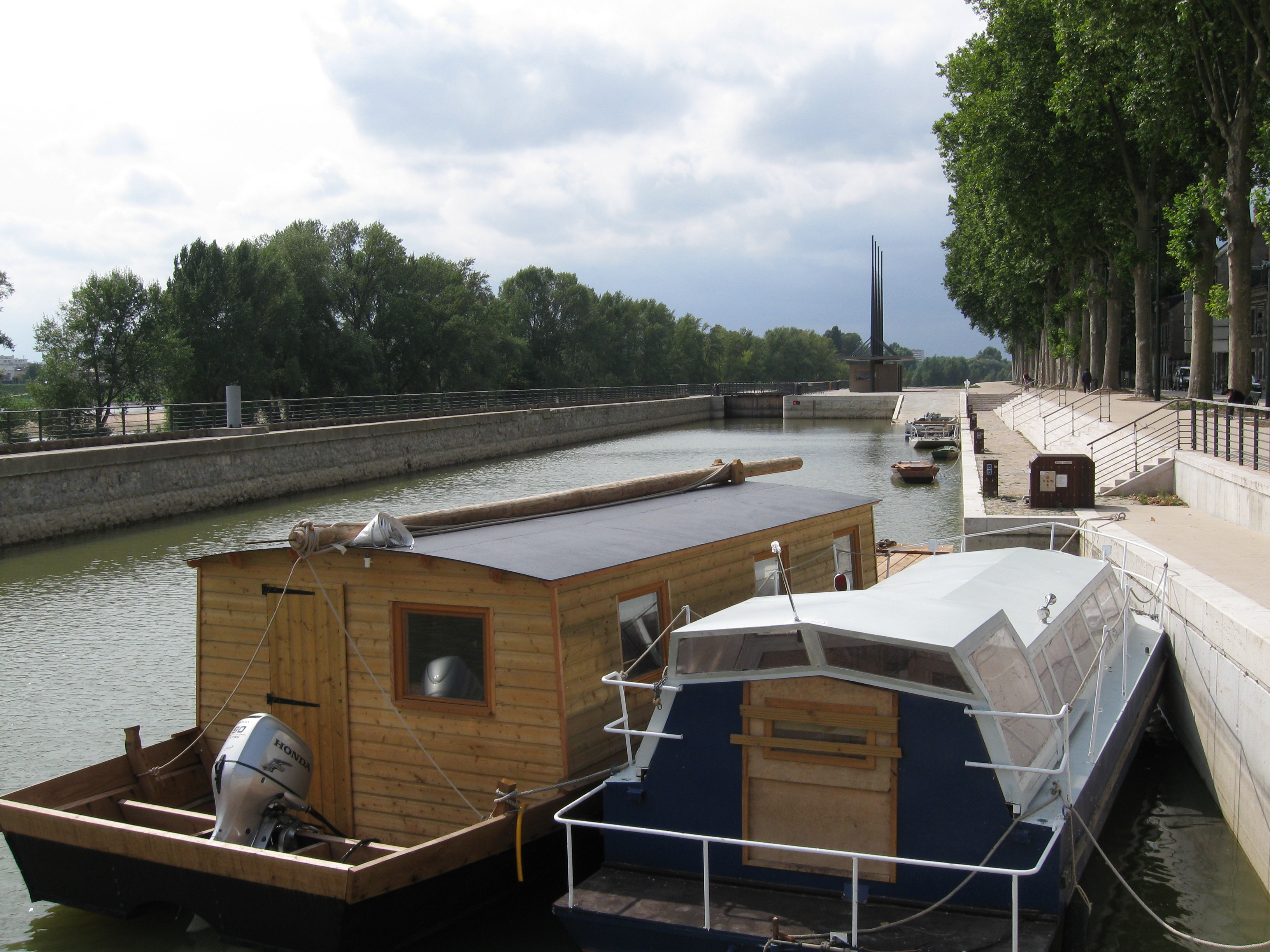
Barcos amarrados cerca de la esclusa del canal que conduce al Loira y al puerto de Orleans.

El Puerto de Orleans no se conectó al canal de Orleans hasta 1921. Sin embargo, la disminución de su actividad, que ya era evidente, acompañó a la del canal de Orleans hasta su cierre en 1954.
La reapertura del canal a la navegación de recreo y el apoyo a la marina del Loira requeriría la reactivación de ciertas estructuras de recepción. El puerto de Orleans debería así recuperar algo de actividad. Se ha restaurado desde 2007 bajo el impulso de la comunidad urbana del Valle del Loira de Orleans, pero esta anticipación de la apertura completa del canal conduce a una actividad insuficiente. Por lo tanto, en 2010, el propietario del proyecto pide a la empresa adjudicataria de la gestión de esta instalación reduzca sus costos, lo que dará lugar a una disminución del número de personas asignadas a la oficina de capitanía del puerto, de 2 a 1.5.
Además, se han previsto paradas en el río a lo largo del canal para que los navegantes puedan repostar a distancias de tres o cuatro horas. En el estudio estratégico de 2004 se propusieron cuatro paradas fluviales: Chailly, Grignon, Combreux y Fay-aux-Loges.

## Rehabilitación del canal

### Dos objetivos: el senderismo y la navegación
El proyecto de restauración del canal de Orleans decidido en 2005 por el Consejo General de Loiret tiene dos objetivos: ofrecer la posibilidad de paseos suaves por los caminos de sirga del canal y abrir el canal a la navegación de recreo. Este proyecto está vinculado al proyecto «Loire trame verte» de la comunidad de la aglomeración de Orléans Val de Loire, que prevé, entre otras cosas, la apertura de una vía verde y la puesta en funcionamiento del puerto de Orleans.
El costo global de las obras del departamento se estimó en el estudio estratégico de 2004 entre 75 y 80 millones de euros sin incluir los impuestos, valor de 2004 según el sistema de cierre elegido —sin incluir los honorarios de ingeniería y gestión del proyecto—, desglosado en 72.410.000 euros para las obras hidráulicas —con esclusas manuales, o 76.210.000 euros con esclusas automáticas—, 2.821.000 euros para las obras de la vía verde y 1.075.000 euros para las obras en una guinguette. Los trabajos en la vía fluvial incluyen: reparación de las orillas, limpieza de los tramos de desviación, restauración de las esclusas, refuerzo del suministro de agua al canal, trabajos de estructuras hidráulicas y construcción de paradas en el río.
Los tramos de Châlette-sur-Loing a Grignon y de Orleans a Fay-aux-Loges volverán a la navegación en 2012. Todo el canal debería ser navegable de nuevo alrededor de 2020.

### Progreso de los trabajos

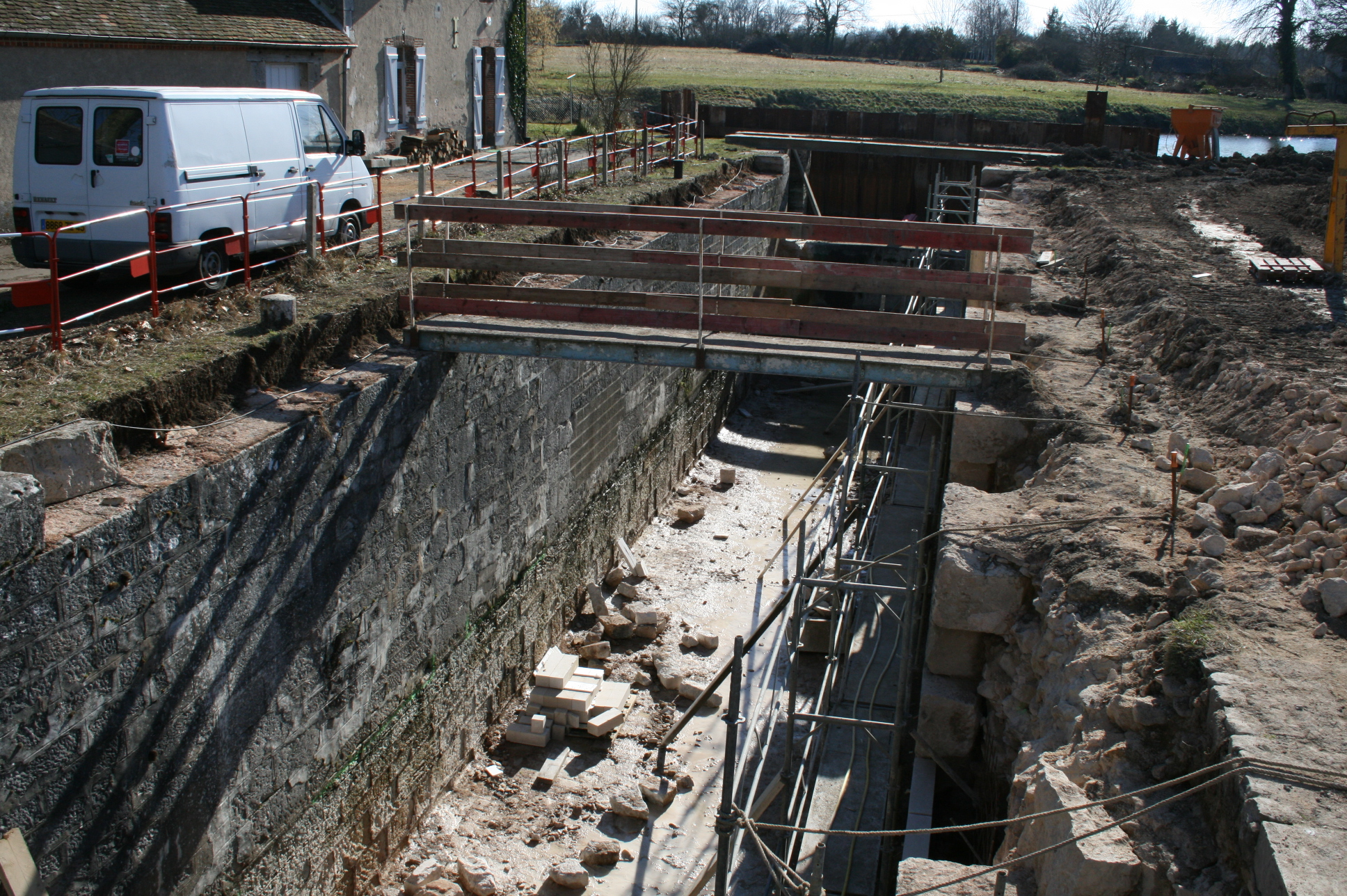
La esclusa del bajo Grignon en restauración, comuna de Coudroy, febrero de 2009

En 2007 se lanzó una primera licitación para obras. Incluyó la reparación de las esclusas de Chailly, Rougemont y La Vallée, la reanudación de las riberas de los tramos de desvío de Rougemont y La Chênetière y trabajos de albañilería en los vertederos de Combleux y la de desvío de Chaussée. Este trabajo se completó en 2008.
En 2008 se publicó un segundo llamado a licitación que incluía la restauración de tres esclusas (Bas-Grignon, Hateau y Pont-aux-Moines) y de la puerta del Etang de la noue Mazonne, trabajos de restauración de estructuras hidráulicas en siete sitios y, por último, trabajos de reparación de orillas y carreteras en cinco sitios: Vitry-aux-Loges, Coudroy, Chailly-en-Gâtinais para el canal de Orléans y Vieilles-Maisons-sur-Joudry y Lorris para el barranco de Courpalet. Esta obra se realizó en 2009.
Completar las obras necesarias para abrir el canal a la navegación en la «hipótesis a corto plazo», es decir, la rehabilitación para hacer posible la navegación entre Orleans y Fay-aux-Loges y entre Grignon y Châlette-sur-Loing en torno al 2012, según lo establecido en el estudio estratégico de 2004, y teniendo en cuenta los trabajos ya realizados, queda por emprender la restauración de las orillas, la limpieza de la bahía de desviación, la restauración de las estructuras hidráulicas, las instalaciones de apoyo a la navegación —zonas de giro de las embarcaciones , áreas de descanso en los ríos— y la restauración de las esclusas de Patache y Embouchure en Combleux.

## Actividades turísticas y culturales

### Acampadas
El Sindicato mixto de gestión del canal de Orleans (SMGCO) gestiona dos acampadas: camping de l'étang de la Vallée y camping de l'étang des Bois.
El camping Etang de la Vallée está situado en el municipio de Vitry-aux-Loges, a 3 km de la ciudad y a 10 km de Châteauneuf-sur-Loire. Tiene 160 parcelas, incluyendo 117 parcelas de confort —con agua y electricidad— y 43 parcelas turísticas —sin equipamiento—. Los extranjeros que se reciben son principalmente holandeses y alemanes.
El camping de l'étang des Bois está a 6 km de Lorris, donde se encuentra el Museo de la Resistencia. Tiene 150 plazas. En 2003, la duración media de la estancia fue de unos seis días.

### Justas náuticas de Saint-Loup
Las justas náuticas de la Saint-Loup son un evento anual que tiene lugar en junio en la prebenda de Saint-Jean-de-Braye. La justa náutica es un deporte que consiste en un enfrentamiento entre dos personas montadas en embarcaciones propulsadas por remeros o por motor. Están formadas por miembros de la tripulación o remeros, un portador de lanzas (el jouster) y un jefe de embarcación (el skipper). Cuando las embarcaciones se cruzan frente al jurado, las justas se golpean con la lanza con la intención de hacer caer al agua al contricante.
La unión deportiva de las justas de Saint-Loup, creada a principios de siglo forma parte de la Liga del Norte del Loira de la Federación Francesa de las Justas y del Rescate Náutico, que agrupa a todo el Norte de Francia y Alsacia. Las justas practicadas principalmente en el canal son el método parisino de justas en el que los competidores llevan una coraza de crin de caballo en el pecho para absorber el impacto. En otras regiones, se utiliza el método alsaciano, sin pechera.

### Triatlón del canal de Loiret
En 1986, se organizó un triatlón en el canal de Orleans, en el tramo de división, en Combreux, en equipos de dos, que comprendían las tres pruebas siguientes: caminata, canotaje y ciclismo. Este evento ya no se organiza hoy en día.

### Espectáculo de luz y sonido
Los días 21 y 22 de julio de 2007 se organizó un espectáculo de luz y sonido titulado Grignon au temps des mariniers «(Grignon en la época de los barqueros») en el que participaron como extras los habitantes de Vieilles-Maisons-sur-Joudry y Grignon. Este espectáculo presentaba la historia de la antigua ciudad de los barqueros en el puerto de Grignon.

### Paseo por el canal de Orleans
El «Paseo por el canal de Orleans» es un evento anual que comenzó en 1991. Se ofrecen varios circuitos de senderismo de 25, 20, 15 y 9 km a partir del Étang des Bois.

### Caravana del Loira
La «Caravana del Loira» es un evento bienal organizado por el Consejo General de Loiret. Es la continuación de un evento anterior llamado Jour de Loire iniciado por el Consejo General en 2002, tras una edición lanzada el año anterior por los departamentos de Indre y Loira y Maine y Loira.
Para el Consejo General, el objetivo es mostrar el Loira y así revisar todo el patrimonio del Loira. En 2004, la idea es dar una verdadera identidad al festival estructurando todos los eventos en torno a un único acontecimiento: el espectáculo «La Caravane». En 2008, la exposición itinerante se llevó al canal y, por primera vez en 54 años, las embarcaciones subieron por las esclusas del lado del Sena desde la esclusa del Folie hasta la esclusa de May. Sin embargo, se ven obligados a utilizar en el camino, en algunos tramos los remolques, para las esclusas intransitables. En 2010, el evento fue rebautizado como «Caravane de Loire» y el programa itinerante volvió a utilizar el canal de Orleans. Más de veinte compañías y 200 artistas están programados del 3 al 12 de septiembre: conciertos, animaciones, representaciones teatrales fijas o itinerantes, pasaos, bailes, animaciones pirotécnicas. En 2010, las cuatro escalas de la «Caravana del Loira» en el canal de Orleans fueron Chevillon-sur-Huillard el 4 de septiembre, Vieilles-Maisons-sur-Joudry el 5 de septiembre, Vitry-aux-Loges el 7 de septiembre y Saint-Jean-de-Braye el 11 de septiembre. En 2003, el evento atrajo a 100.000 personas en Touraine —15% de las cuales eran de fuera del departamento—, 30 000 personas en Loiret y 20 000 personas en Anjou. En 2010, cerca de 350 000 personas fueron acogidas en el departamento de Loiret.

## Zonas naturales, fauna y flora
El canal de Orleans está directamente afectado por las siguientes áreas naturales:
- la zona Natura 2000 del valle del Loira desde Tavers hasta Belleville-sur-Loire,[30] en lo que respecta, en el canal, a los municipios de Chécy, Combleux y Mardié. Su interés radica en los ambientes y especies del Loira;[Et. 13]
- las Áreas importantes para la conservación de las aves (AICA), que abarca el bosque de Orleáns y los macizos de Ingrannes y Lorris, en una superficie de 39 550 ha, y concierne, en el sector de los canales, a los siguientes municipios: Châtenoy, Combreux, Coudroy, Fay-aux-Loges, Sury-aux-Bois, Vieilles-Maisons-sur-Joudry y Vitry-aux-Loges;[Et. 14]
- los estanques de May, Vert, Buzau y Marrière, ZNIEFF) en los municipios de Coudroy y Chailly-en-Gâtinais, de interés esencialmente ornitológico;[Et. 15]

La fauna y la flora del canal de Orleans son típicas de las de una vía fluvial, sin ninguna especificidad particular, salvo la importancia de las especies acuáticas debido a la ausencia de navegación. Los diversos hábitats acuáticos están divididos en pequeñas colonias o agrupados en un mosaico de praderas. Tras la nueva navegación, muchas de estas especies acuáticas podrían evolucionar o incluso desaparecer, en particular en lo que respecta a la lenteja de agua invasora.
Dos plantas acuáticas son invasoras: la lenteja de agua y la prímula de agua. Esta última, del género Ludwigia, había invadido particularmente la bahía de Orleans y fue eliminado mecánicamente por la Dirección Departamental de Obras Públicas de Loiret entre diciembre de 2007 y febrero de 2008 en el sector Combleux-Orleans.
Con el fin de mantener, o incluso enriquecer, el patrimonio botánico y permitir la fijación de la fauna, se utilizarán técnicas de ingeniería vegetal en el desarrollo del canal para la reanudación de la navegación.

## Personalidades asociadas al canal

### El iniciador
Robert Mahieu, un burgués y comerciante de madera de París que poseía alguna propiedad en la zona de Orleans, fue el iniciador del proyecto y el constructor del primer tramo que va desde Grignon hasta el canal de Loing.

### Casa de Orleans

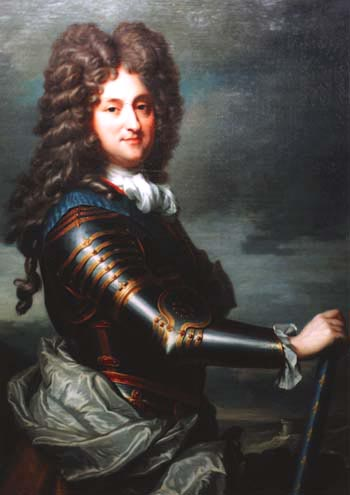
Felipe II de Orleans (1674-1723).

A partir del 6 de diciembre de 1702, la propiedad del canal se hizo efectiva para la Casa de Orleans. Los príncipes de Orleans directamente interesados en la administración del canal fueron:
- Felipe I de Orleans (1640-1701), duque de Anjou y luego de Orleans, hermano del rey Luis XIV, constructor del canal en su configuración del Loira al Loing y primer propietario;
- Felipe II de Orleans (1674-1723), duque de Chartres y Orleans, Regente de Francia durante la minoría del rey Luis XV ;
- Luis I de Orleans (1703-1752), Duque de Orleans, Valois, Nemours y Montpensier, Primer príncipe de sangre y Primer Par de Francia, Caballero de las Órdenes del Rey y del Orden del Toisón de Oro, Gran Maestre de las Órdenes Reales, Militares y Hospitalarias de Nuestra Señora del Monte Carmelo y de San Lázaro de Jerusalén, Gobernador y Teniente General de la Provincia del Delfinado y anteriormente Coronel General de la Infantería Francesa;
- Luis Felipe I de Orleans (1725-1785), duque de Orleans, Valois, Chartres, Nemours, Montpensier y Etampes, conde de Vermandois y Soissons, Príncipe de sangre y en calidad de tal Primer Par de Francia, Caballero de las órdenes del Rey y del orden del Toisón de Oro, Teniente General de los ejércitos, Gobernador General de la provincia de Delfinado;

### Ingenieros de Règemorte
Jean-Baptiste de Règemorte, ingeniero y constructor del canal du Loing en 1718 y responsable de la administración y el mantenimiento del canal de Orleans, participó en el mejoramiento del suministro de agua del canal y su mantenimiento adecuado. Louis de Règemorte (c. 1715-1776), su hijo, le sucedió en 1742 en el doble servicio de ingeniería de los diques del Loira, y los canales de Orleans y Loing. Tras la muerte de Louis, su hermano Noël de Règemorte se hizo cargo de la gestión efectiva de los canales de Orleans y Loing hasta 1786.

## El Canal de Orleans en la cultura
Parece que el canal no ha sido una gran fuente de inspiración para los artistas. Según las investigaciones realizadas hasta la fecha, no hay ninguna representación de la obra en pintura, salvo una notable acuarela de Larcanger de 1922, que representa una vista de avión del canal del puerto de Orleans, y una pequeña acuarela de René Vallette de 1926, una vista del canal desde el puente ferroviario de Orleans.
En el campo de la filatelia, a diferencia del prestigioso puente del canal de Briare, el más largo del mundo hasta 2003, que recibió una emisión de sellos el 15 de febrero de 1991, el canal de Orleáns tampoco ha sido objeto de una representación. Sin embargo, hay tarjetas postales de principios del siglo XX que ofrecen imágenes pintorescas del canal, en Combleux y Vitry-aux-Loges en particular.